# Étang de la Bastide
Le site « étang de la Bastide » est une zone naturelle d'intérêt écologique, faunistique et floristique (ZNIEFF) française du département de la Creuse, en région Nouvelle-Aquitaine. Ce site est englobé dans le site Natura 2000 de l'étang des Landes et dans une ZNIEFF bien plus étendue, le bassin versant de l'étang des Landes.

## Situation
Dans le quart nord-est du département de la Creuse, le site « étang de la Bastide » s'étend sur 24,47 hectares, quasi intégralement sur le territoire de la commune de Lussat, et très marginalement sur celui de Saint-Loup (environ 2,5 % de la superficie de la ZNIEFF sur la rive sud).
La zone est située trois kilomètres et demi au sud-ouest du bourg de Lussat, à 380 mètres d'altitude, le long du cours d'un petit affluent du ruisseau de l'étang de la Bastide, un kilomètre en amont de l'étang des Landes et 500 mètres à l'ouest de l'étang Tête de Bœuf. Il est longé au nord par une voie communale publique reliant le lieu-dit la Bastide à la route départementale 55. Les deux chemins qui le longent à l'est et à l'ouest sont privés.

Vues prises depuis la rive nord.
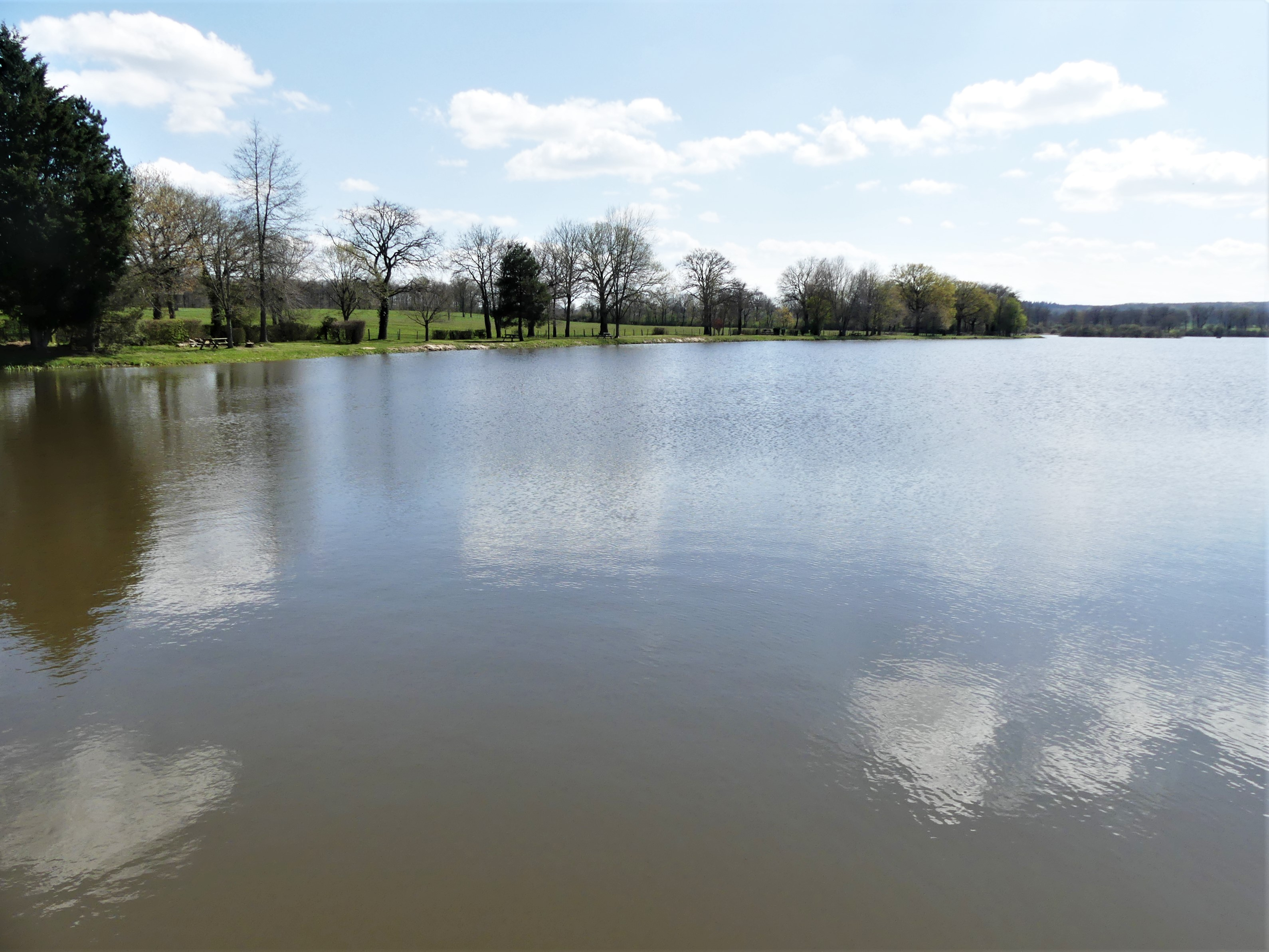
La rive orientale.
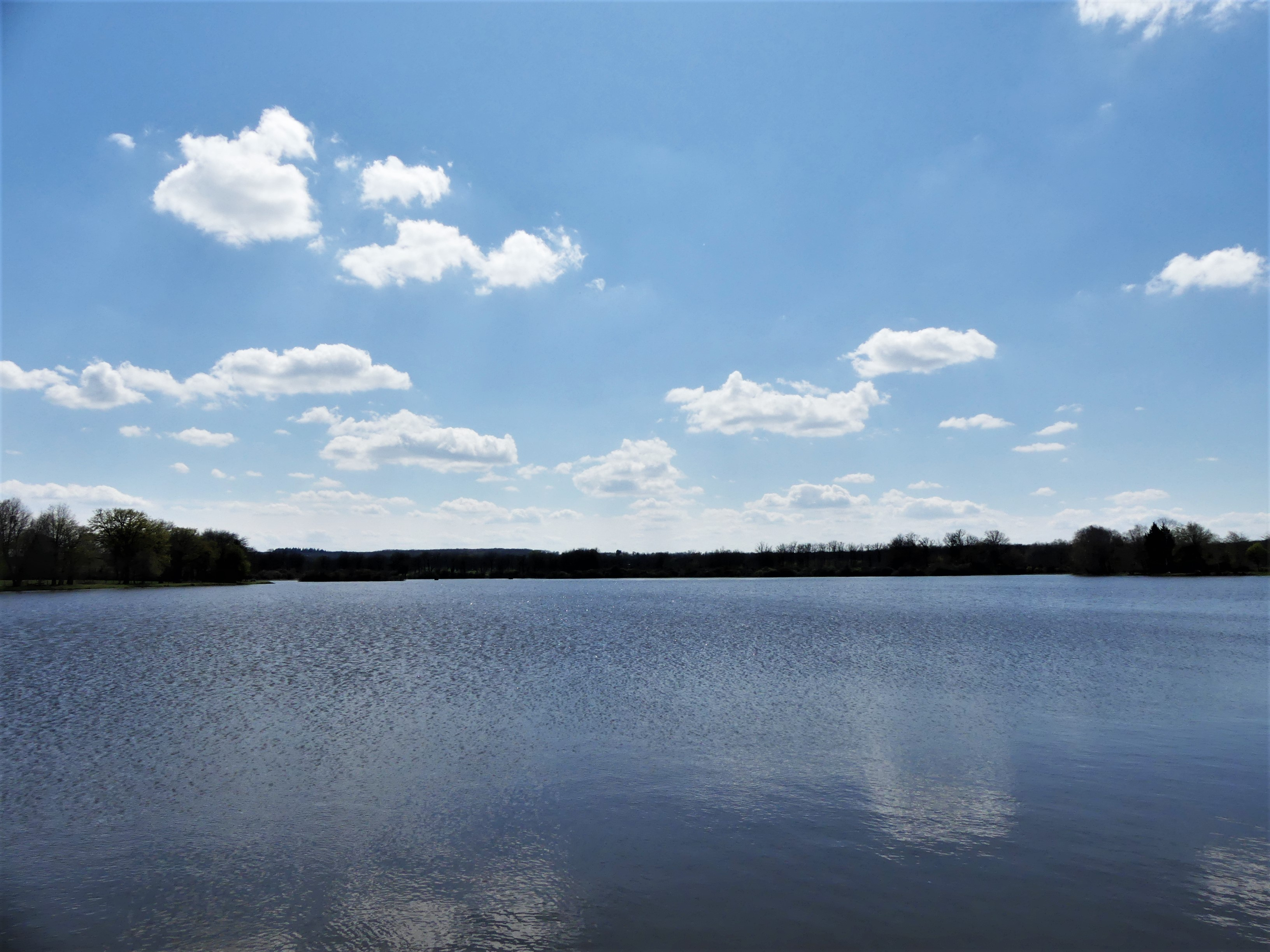
La rive sud.
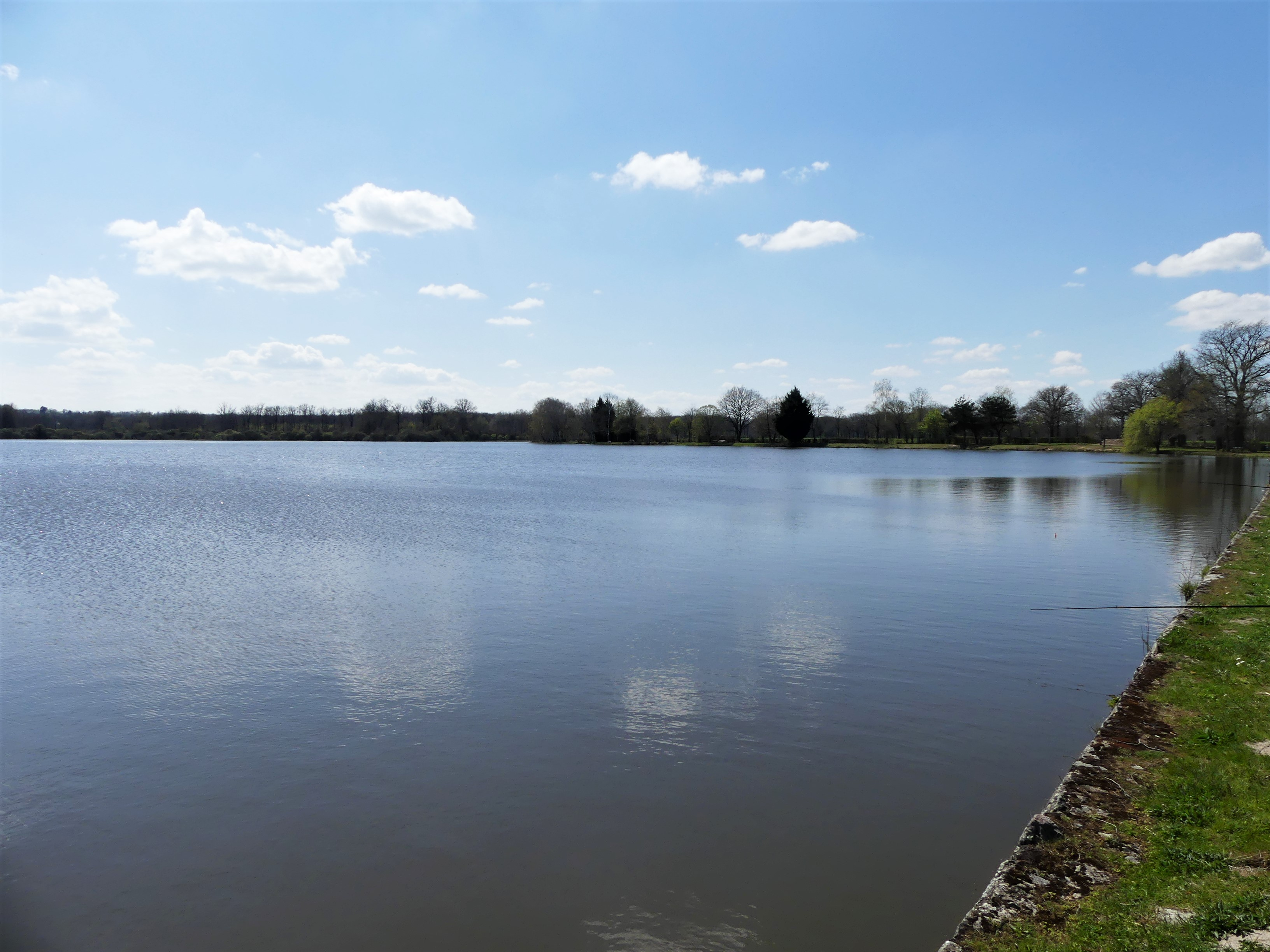
La rive occidentale (au fond).

## Description
Le site « « étang de la Bastide » est une zone naturelle d'intérêt écologique, faunistique et floristique (ZNIEFF) — un espace naturel inventorié en raison de son caractère remarquable — de type 1, c'est-à-dire qu'elle est de superficie réduite, avec des espaces homogènes d'un point de vue écologique et qu'elle abrite au moins une espèce et/ou un habitat rares ou menacés, d'intérêt aussi bien local que régional, national ou communautaire.
Avec l'étang des Landes et deux autres ZNIEFF de type 1 proches (« bois des Landes » et « étang Tête de Bœuf »), elle est incluse dans la ZNIEFF de type 2 « bassin versant de l'étang des Landes ».
De plus, sur un même périmètre de 740 hectares, deux sites Natura 2000 intègrent la ZNIEFF « étang de la Bastide »  : au titre de la directive Oiseaux, la zone de protection spéciale (ZPS) « Étang des Landes », et au titre de la directive Habitats la zone spéciale de conservation (ZSC) « Bassin de Gouzon ».
Des recensements y ont été effectués aux niveaux faunistique et floristique, notamment entre 1992 et 2011.

## Habitats
Cinq habitats déterminants sont présents sur le site :
- les bois marécageux d'Aulne, de Saule et de Myrte des marais ;
- les communautés à grandes Laîches (magnocariçaies) ;
- les eaux douces stagnantes ;
- les roselières ;
- les végétations aquatiques.

Trois autres habitats — non déterminants — en font également partie  :
- les bocages ;
- les pâtures mésophiles ;
- les prairies humides et mégaphorbiaies.

En périphérie de la ZNIEFF se trouvent des chênaies-charmaies.

## Faune

### Espèces animales déterminantes
Vingt-sept espèces déterminantes d'animaux ont été répertoriées sur cette ZNIEFF :
- un amphibien en 2001 : le Crapaud calamite (Epidalea calamita) ;
- vingt-six oiseaux entre 1992 et 2011 : l'Aigle botté (Hieraaetus pennatus), l'Aigrette garzette (Egretta garzetta), le Balbuzard pêcheur (Pandion haliaetus), la Barge à queue noire (Limosa limosa), le Bécasseau minute (Calidris minuta), le Bihoreau gris (Nycticorax nycticorax), la Bondrée apivore (Pernis apivorus), le Bruant des roseaux (Emberiza schoeniclus), le Busard des roseaux (Circus aeruginosus), le Busard Saint-Martin (Circus cyaneus), le Canard chipeau  (Mareca strepera ), le Canard souchet (Spatula clypeata), le Chevalier aboyeur (Tringa nebularia), le Chevalier arlequin (Tringa erythropus), le Combattant varié (Calidris pugnax), le Fuligule milouin (Aythya ferina), le Fuligule morillon (Aythya fuligula), la Grande Aigrette (Ardea alba), le Héron pourpré (Ardea purpurea), la Locustelle luscinioïde (Locustella luscinioides), le Pipit farlouse (Anthus pratensis), la Sarcelle d'hiver (Anas crecca), le Tadorne de Belon (Tadorna tadorna), le Tarier des prés (Saxicola rubetra), le Tarin des aulnes (Spinus spinus) et le Vanneau huppé (Vanellus vanellus).

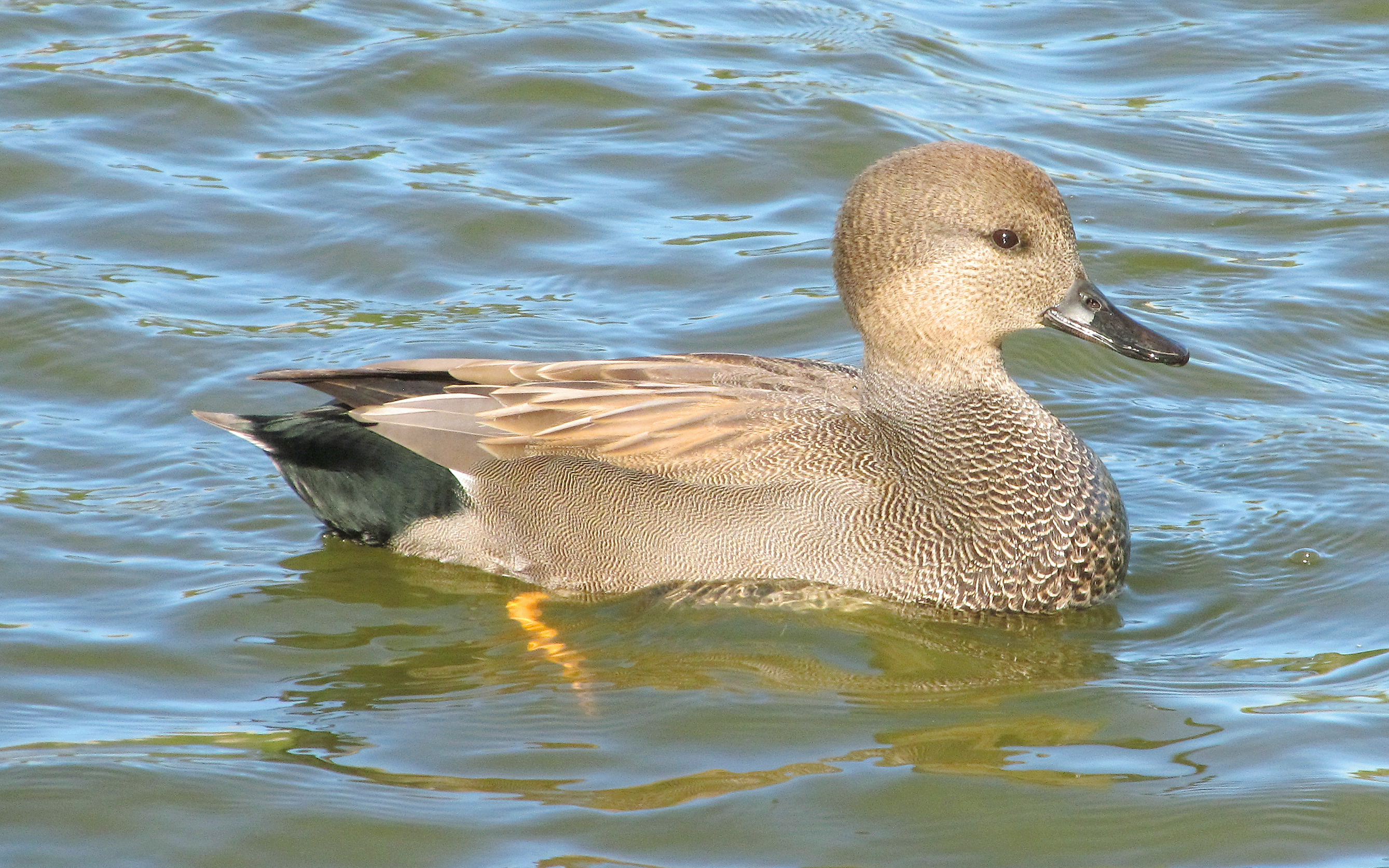
Canard chipeau mâle.
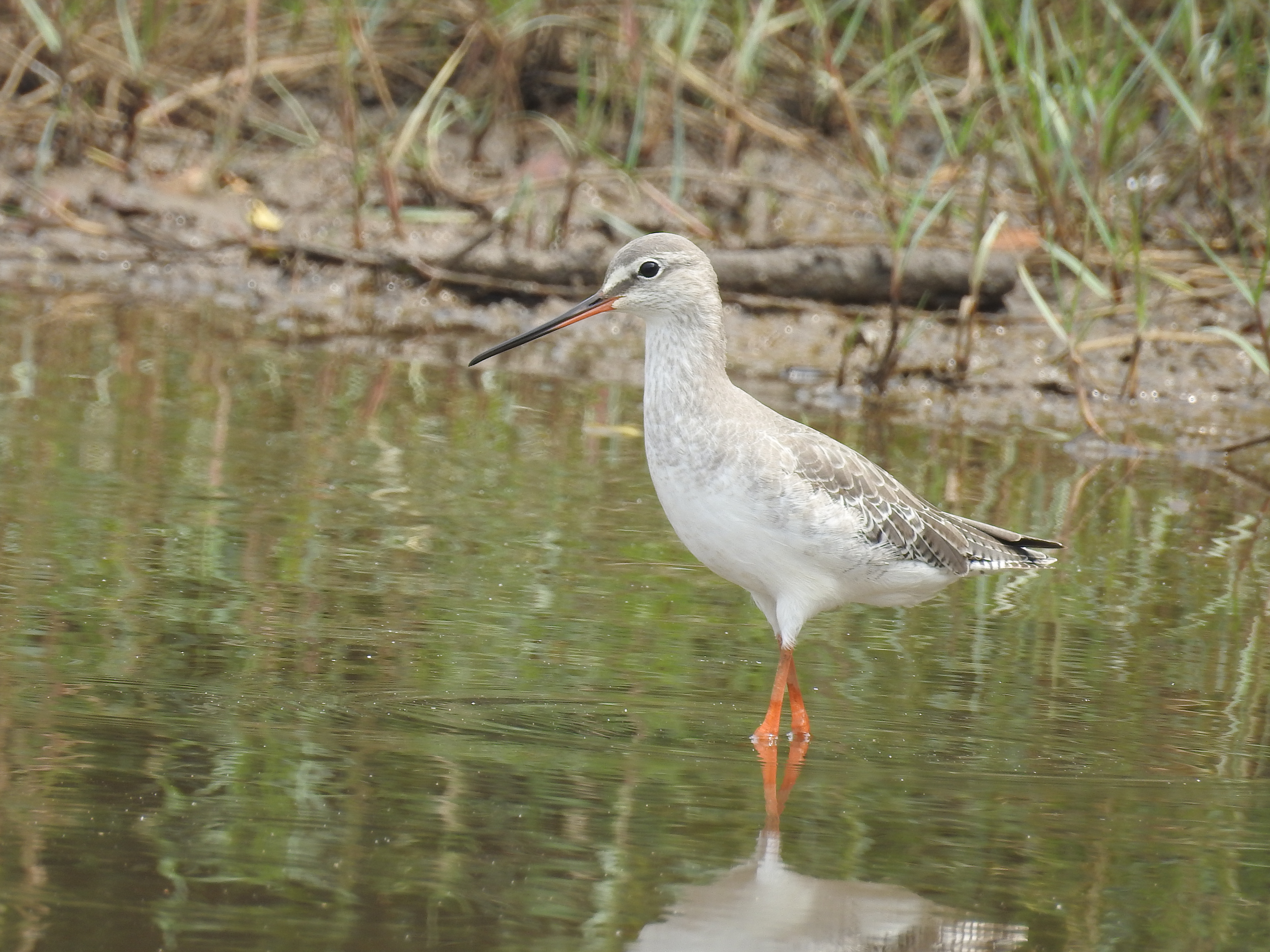
Combattant varié.
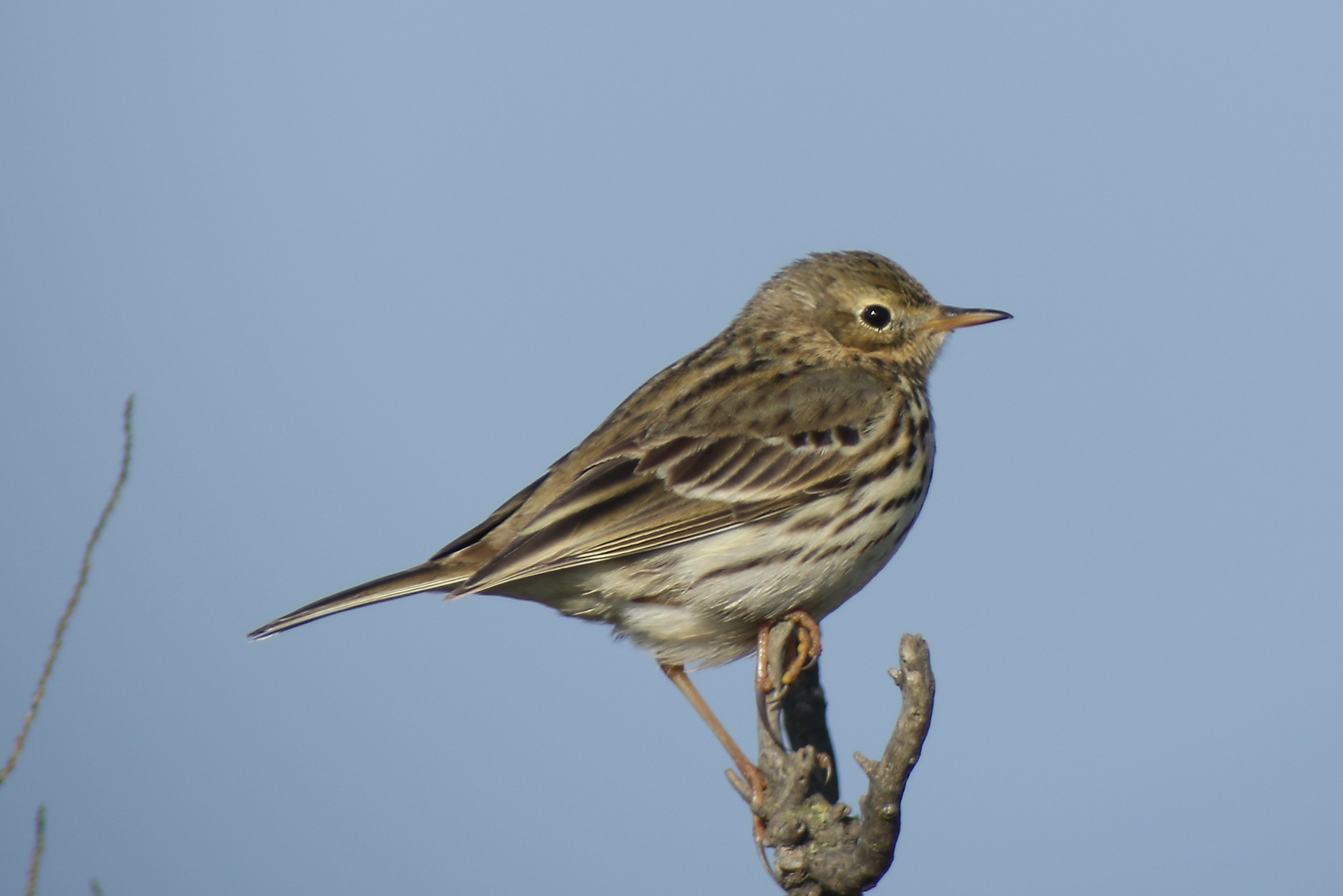
Pipit farlouse.
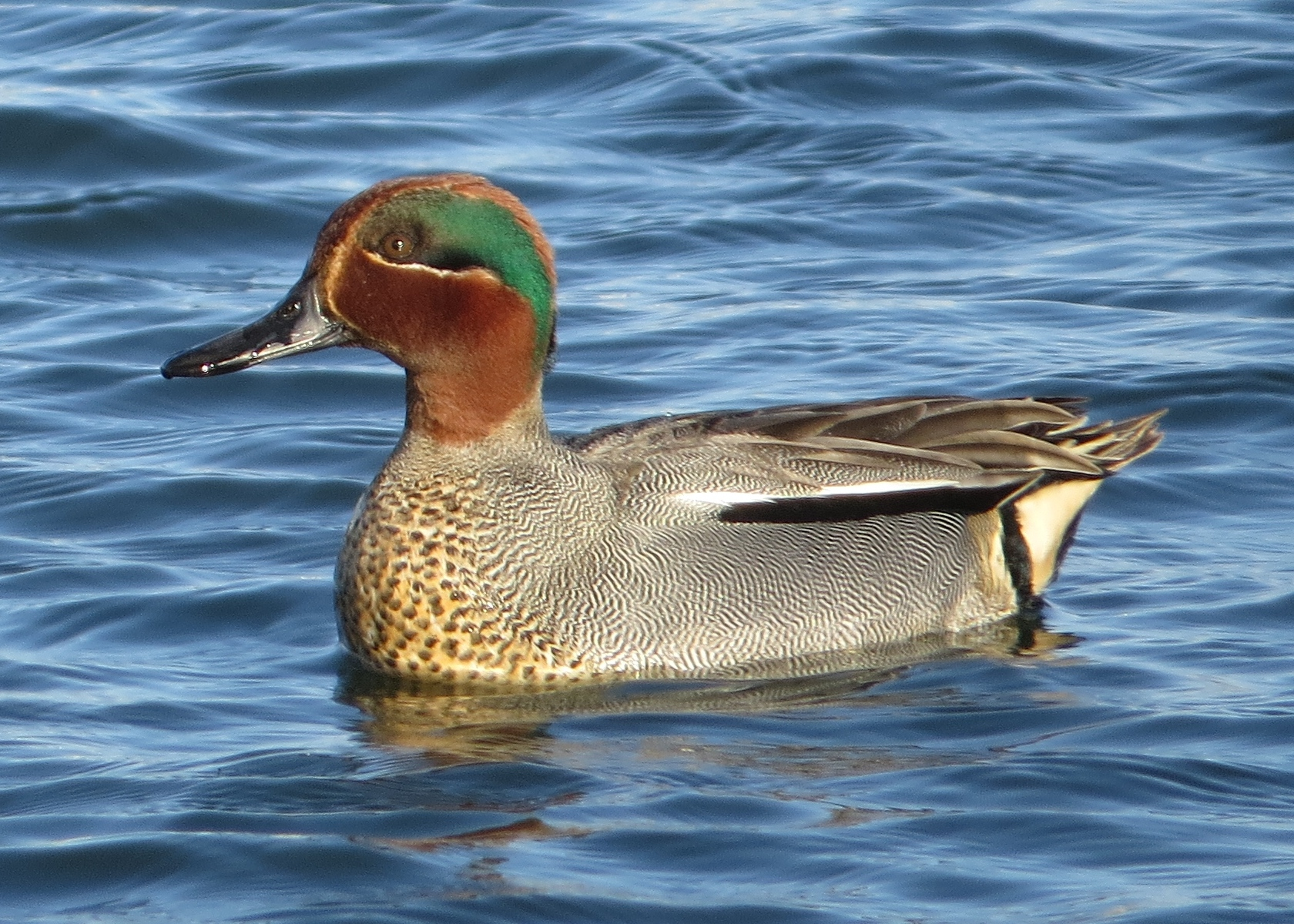
Sarcelle d'hiver mâle.
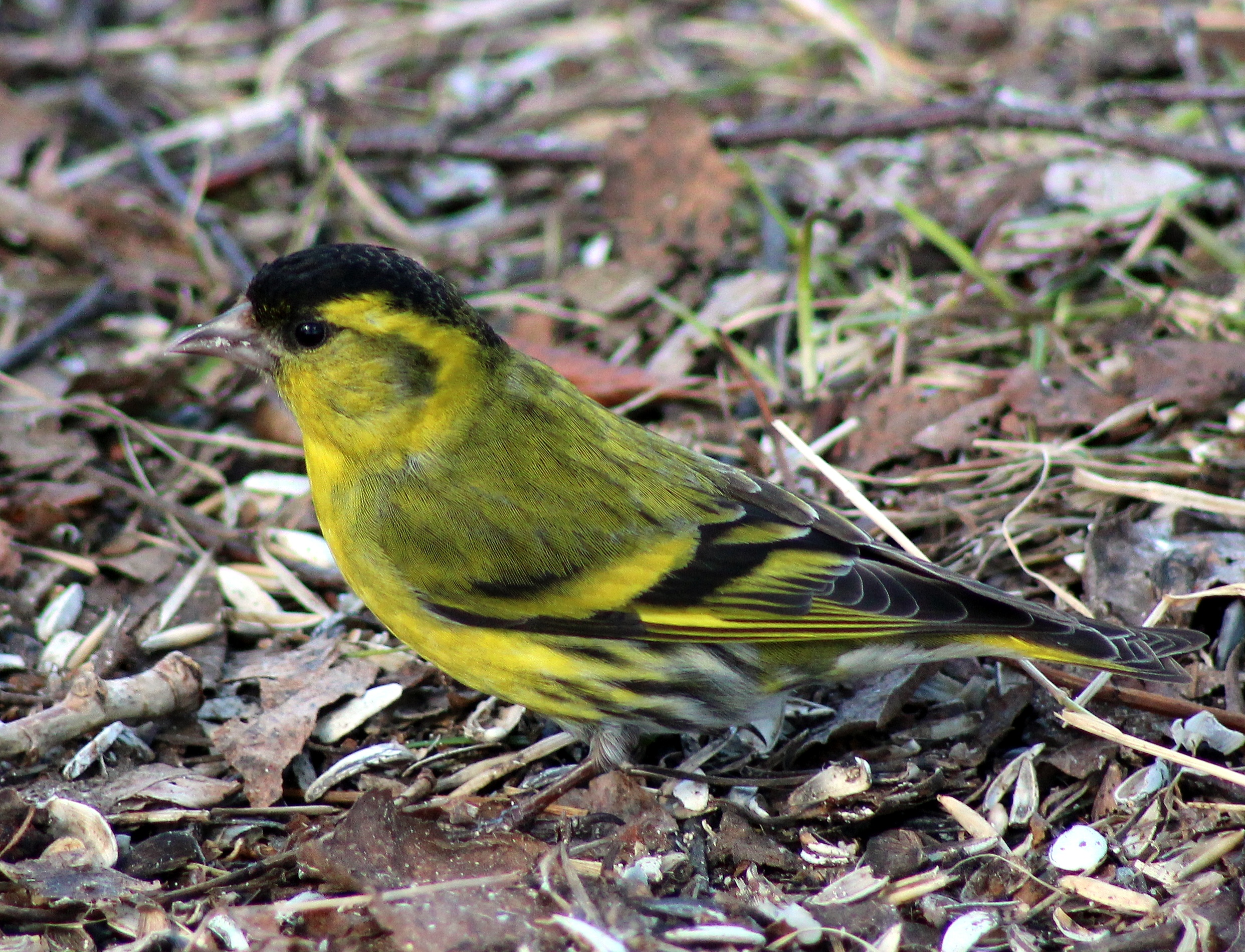
Tarin des aulnes mâle.

### Autres espèces animales
Outre les espèces déterminantes déjà mentionnées, 57 autres espèces animales y ont été recensées :
- douze insectes dont :
  - sept Odonates : l'Æschne mixte (Aeshna mixta ), l'Agrion élégant (Ischnura elegans), l'Agrion porte-coupe (Enallagma cyathigerum), le Leste fiancé (Lestes sponsa), la Naïade aux yeux rouges (Erythromma najas), l'Orthétrum réticulé (Orthetrum cancellatum) et le Sympétrum sanguin (Sympetrum sanguineum)  ;
  - cinq orthoptères : le Conocéphale bigarré (Conocephalus fuscus), le Conocéphale des roseaux (Conocephalus dorsalis), le Criquet des clairières (Chrysochraon dispar), le Criquet ensanglanté (Stethophyma grossum) et la Decticelle bariolée (Roeseliana roeselii) ;
- un mammifère : le Ragondin (Myocastor coypus) ;
- 43 oiseaux : l'Accenteur mouchet (Prunella modularis), l'Autour des palombes (Accipiter gentilis), la Bécassine des marais (Gallinago gallinago), la Bergeronnette grise (Motacilla alba), la Buse variable (Buteo buteo), le Canard colvert (Anas platyrhynchos), le Canard pilet (Anas acuta), le Chevalier gambette (Tringa totanus), le Circaète Jean-le-Blanc (Circaetus gallicus), la Corneille noire (Corvus corone), le Coucou gris (Cuculus canorus), le Courlis cendré (Numenius arquata), l'Étourneau sansonnet (Sturnus vulgaris), le Faucon crécerelle (Falco tinnunculus), la Fauvette à tête noire (Sylvia atricapilla), la Fauvette des jardins (Sylvia borin), la Fauvette grisette (Sylvia communis), la Foulque macroule (Fulica atra), le Fuligule milouinan (Aythya marila), la Gallinule poule d'eau (Gallinula chloropus), le Geai des chênes (Garrulus glandarius), le Grèbe castagneux (Tachybaptus ruficollis), le Grèbe huppé (Podiceps cristatus), la Grive musicienne (Turdus philomelos), le Harle bièvre (Mergus merganser), le Héron cendré (Ardea cinerea), l'Hirondelle de fenêtre (Delichon urbicum), l'Hirondelle de rivage (Riparia riparia), l'Hirondelle rustique (Hirundo rustica), la Huppe fasciée (Upupa epops), le Martin-pêcheur d'Europe (Alcedo atthis), le Merle noir (Turdus merula), la Mésange charbonnière (Parus major), le Milan noir (Milvus migrans), le Milan royal (Milvus milvus), la Pie bavarde (Pica pica), la Pie-grièche grise (Lanius excubitor), le Pinson des arbres (Fringilla coelebs), le Pouillot fitis (Phylloscopus trochilus), le Pouillot véloce (Phylloscopus collybita), la Rousserolle effarvatte (Acrocephalus scirpaceus), la Sarcelle d'été (Spatula querquedula) et le Tarier pâtre (Saxicola rubicola) ;
- un poisson : le Grand brochet (Esox lucius).

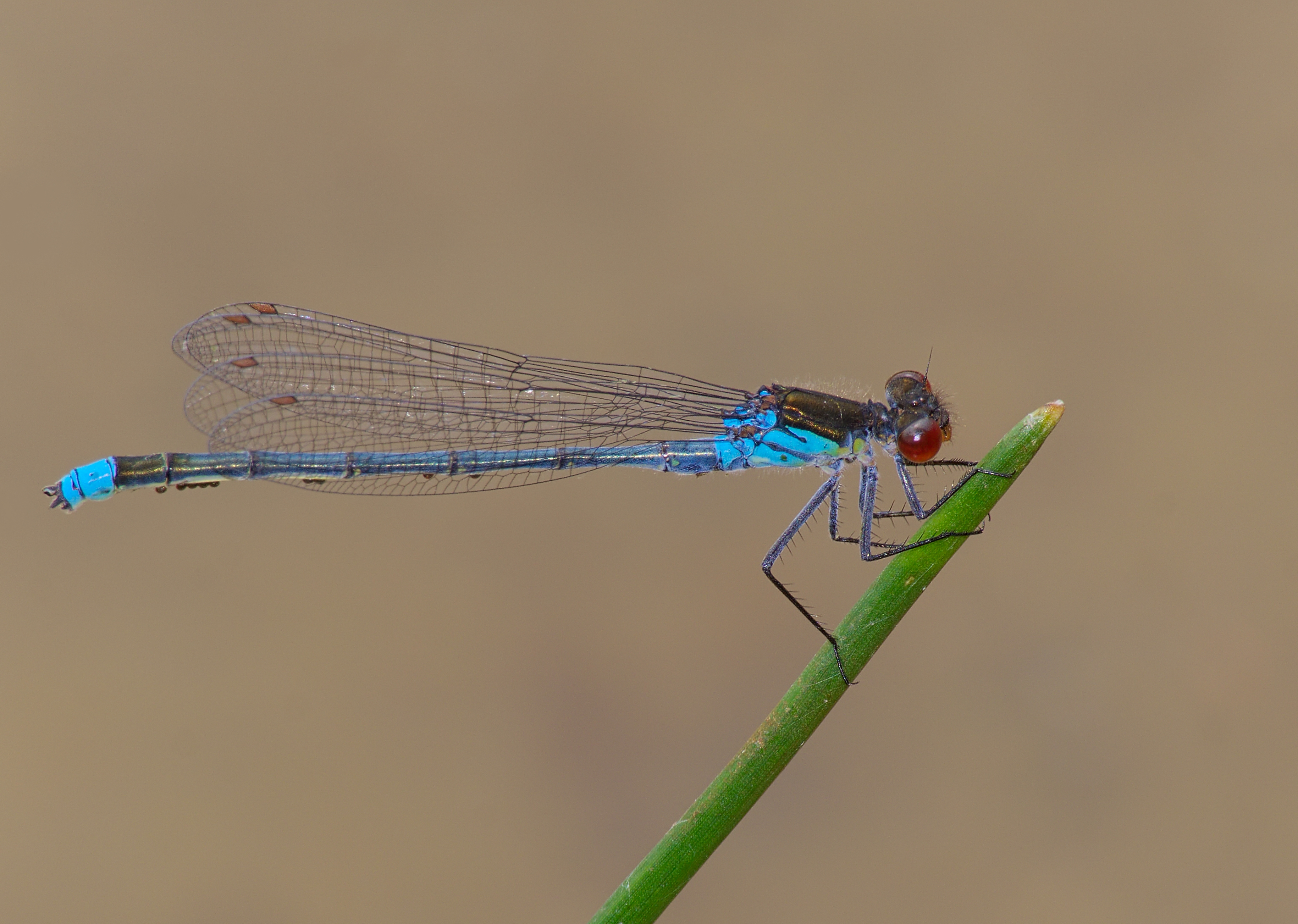
Naïade aux yeux rouges.
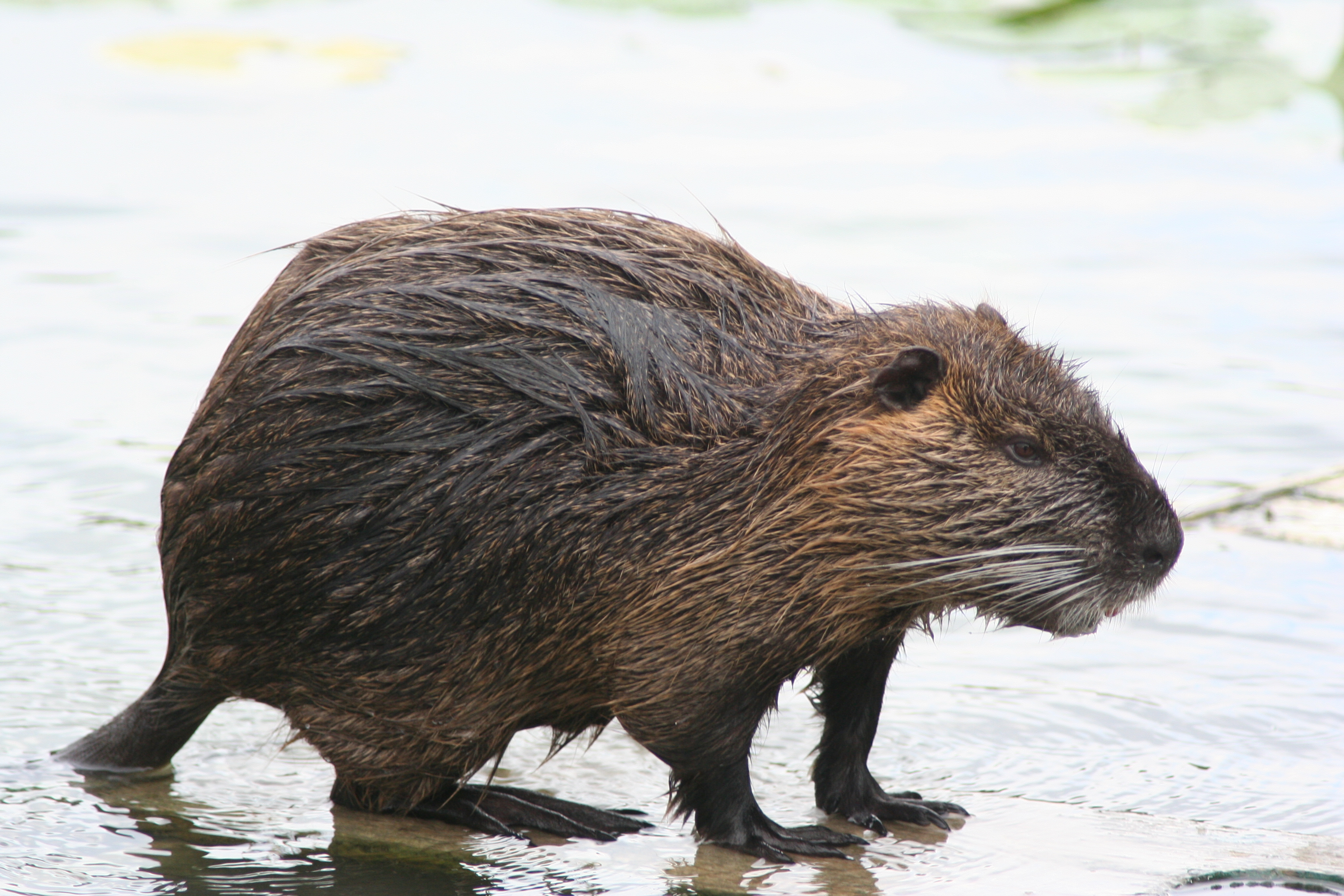
Ragondin.
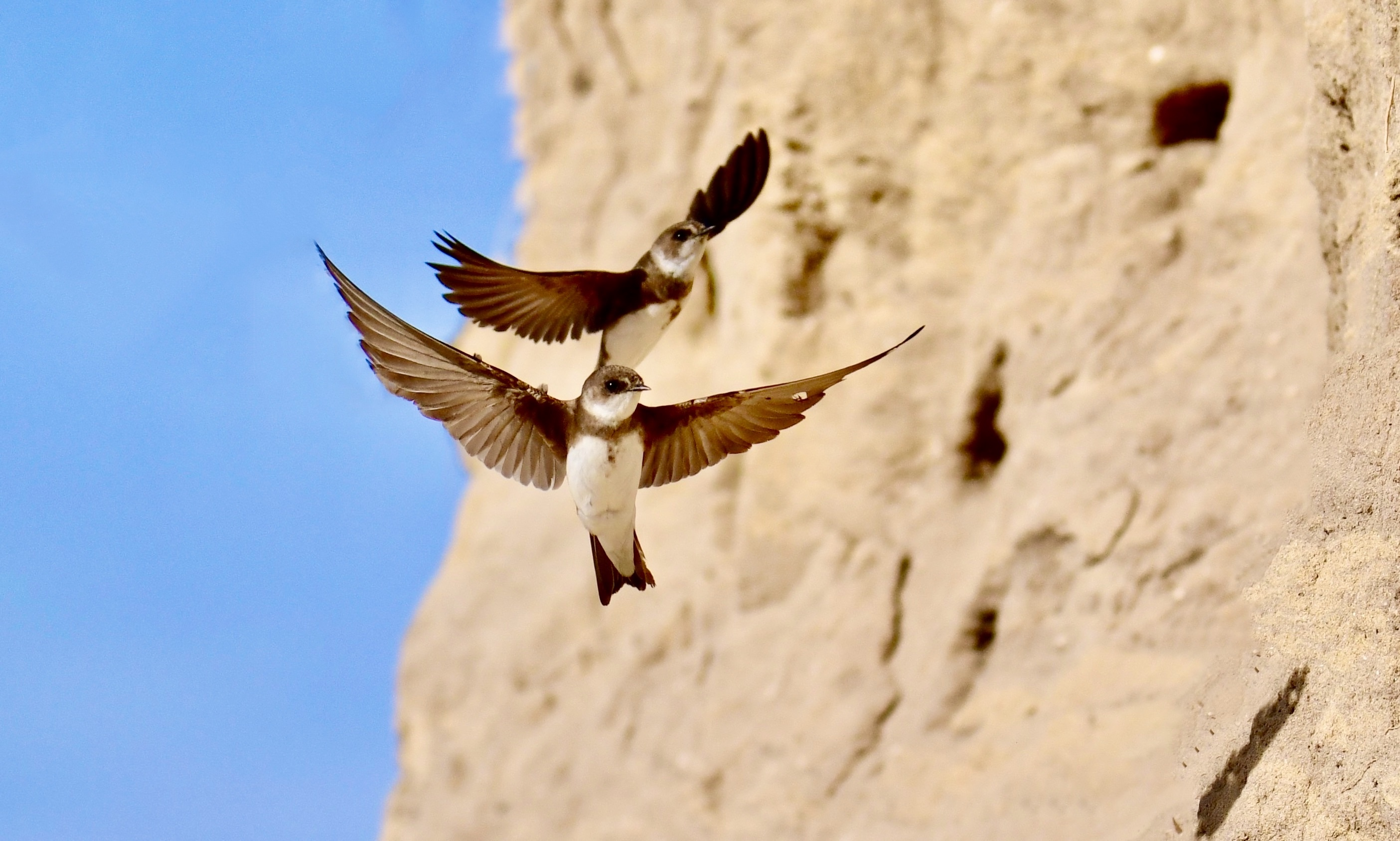
Deux Hirondelles de rivage en vol.
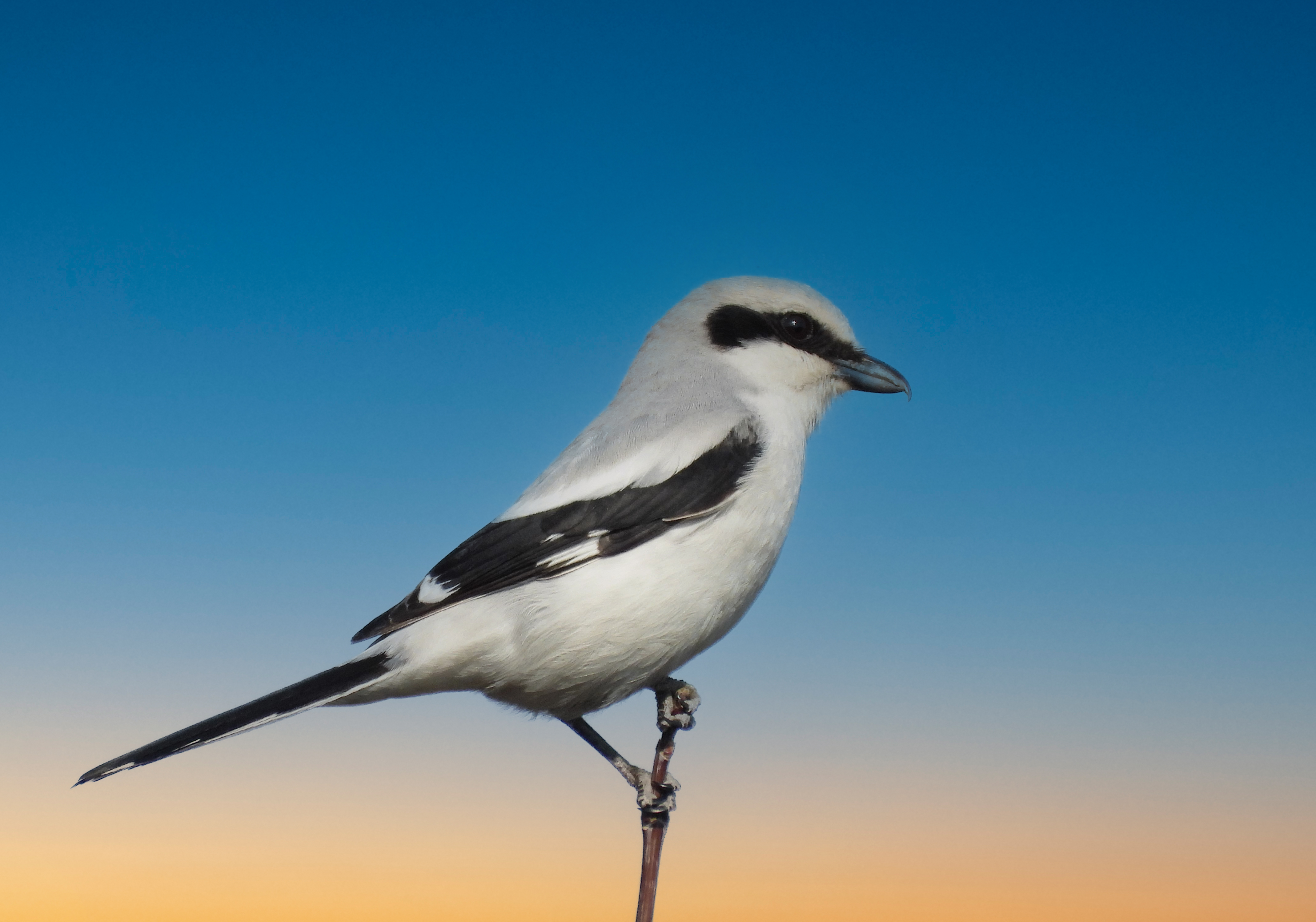
Pie-grièche grise.
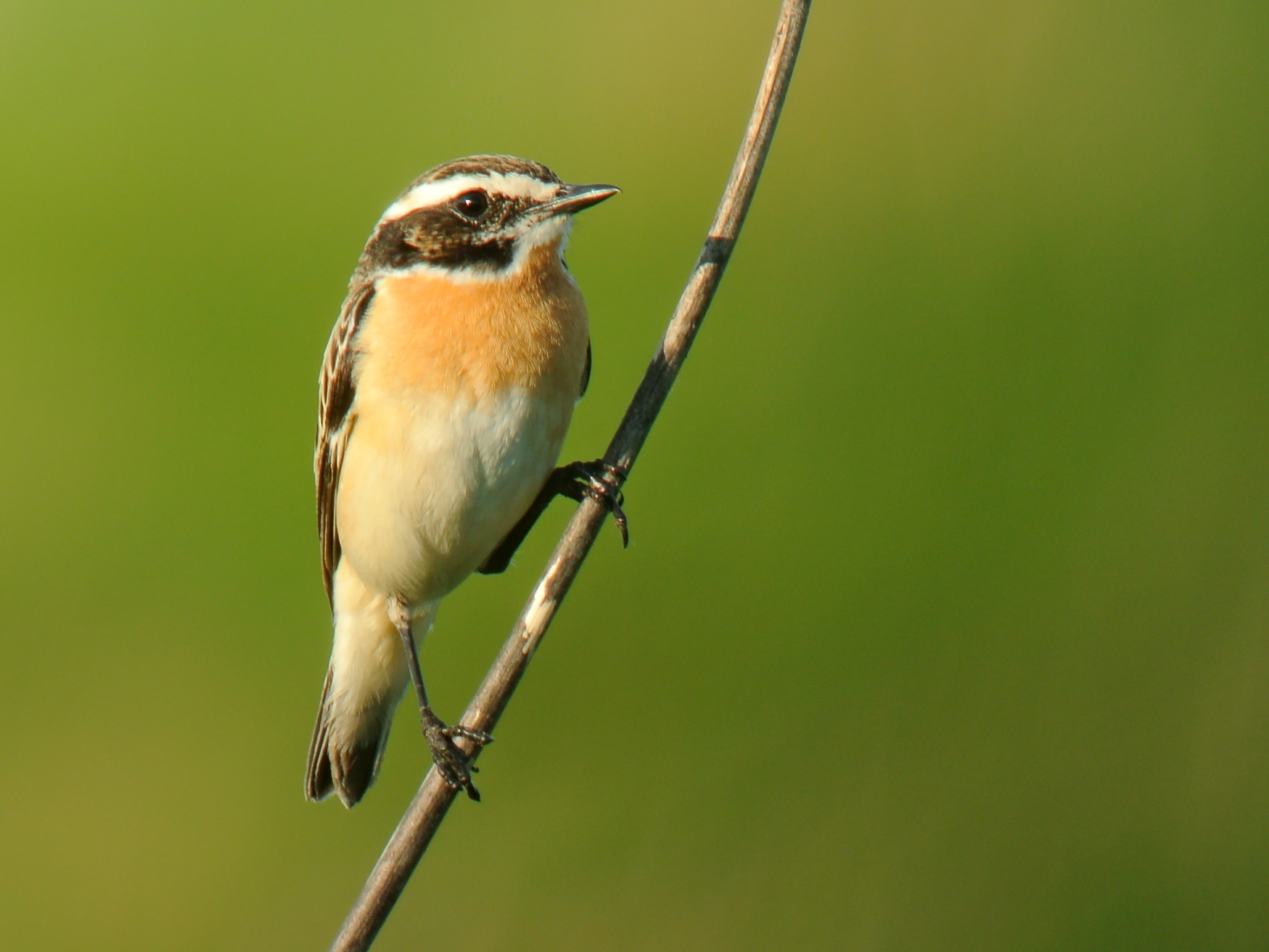
Tarier des prés.

### Protection de la faune
Seul poisson répertorié sur la ZNIEFF, le Grand brochet est protégé sur l'ensemble du territoire national.
Onze espèces d'oiseaux de la ZNIEFF sont protégées au titre de la directive Oiseaux de l'Union européenne : l'Aigle botté, l'Aigrette garzette, le Balbuzard pêcheur, le Bihoreau gris, le Busard des roseaux, le Busard Saint-Martin, le Circaète Jean-le-Blanc, le Héron pourpré, le Martin-pêcheur d'Europe, le Milan noir et le Milan royal ; elles sont donc protégées sur l'ensemble du territoire français, de même que 27 autres espèces : l'Accenteur mouchet, le Bécasseau minute, la Bergeronnette grise, le Bruant des roseaux, la Buse variable, le Coucou gris, le Faucon crécerelle, la Fauvette à tête noire, la Fauvette des jardins, la Fauvette grisette, le Grèbe castagneux, le Grèbe huppé, le Harle bièvre, le Héron cendré, l'Hirondelle rustique, la Huppe fasciée, la Locustelle luscinioïde, la Mésange charbonnière, la Pie-grièche grise, le Pinson des arbres, le Pipit farlouse, le Pouillot fitis, le Pouillot véloce, la Rousserolle effarvatte, le Tadorne de Belon, le Tarier des prés et le Tarin des aulnes

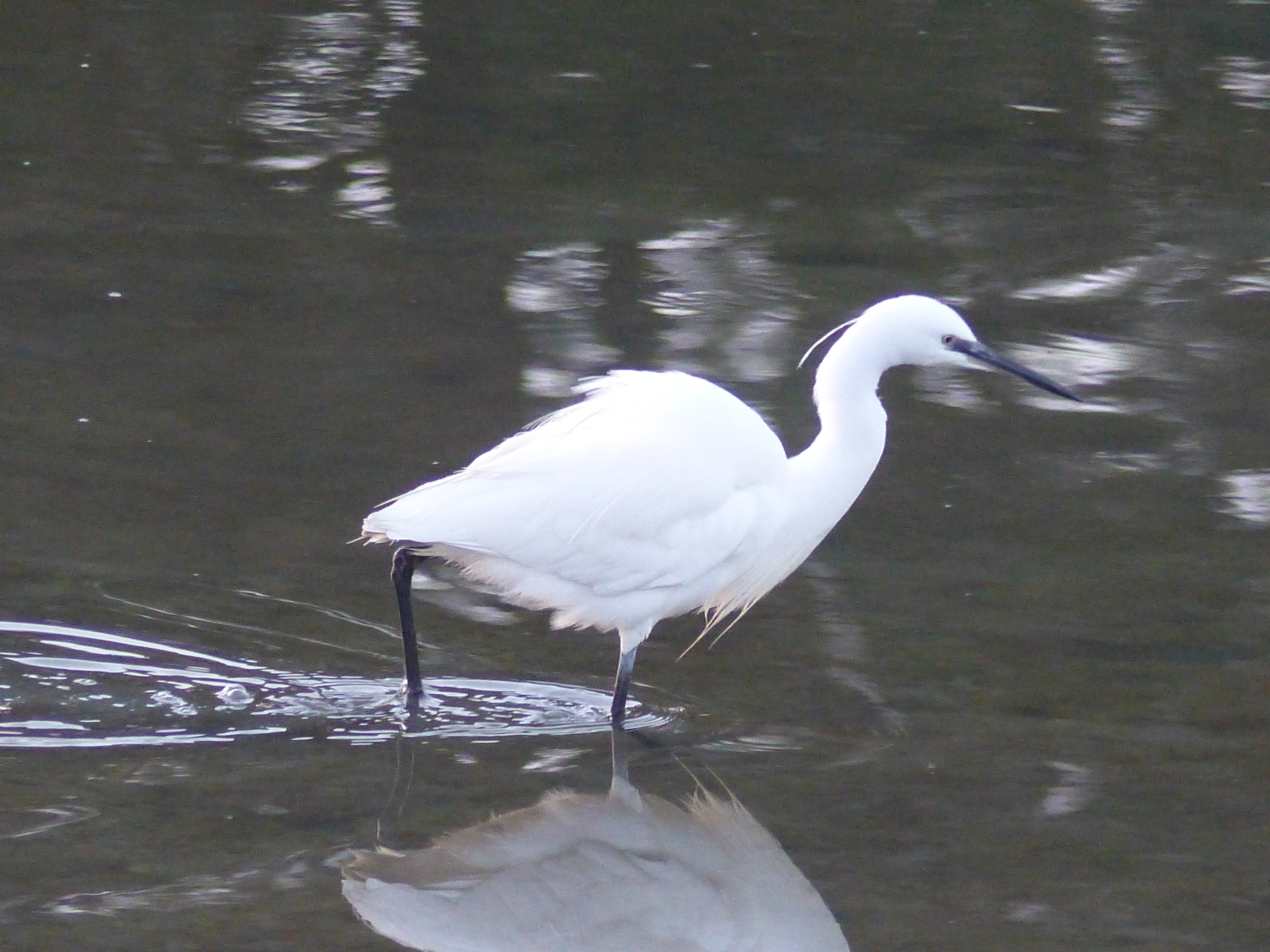
Aigrette garzette.
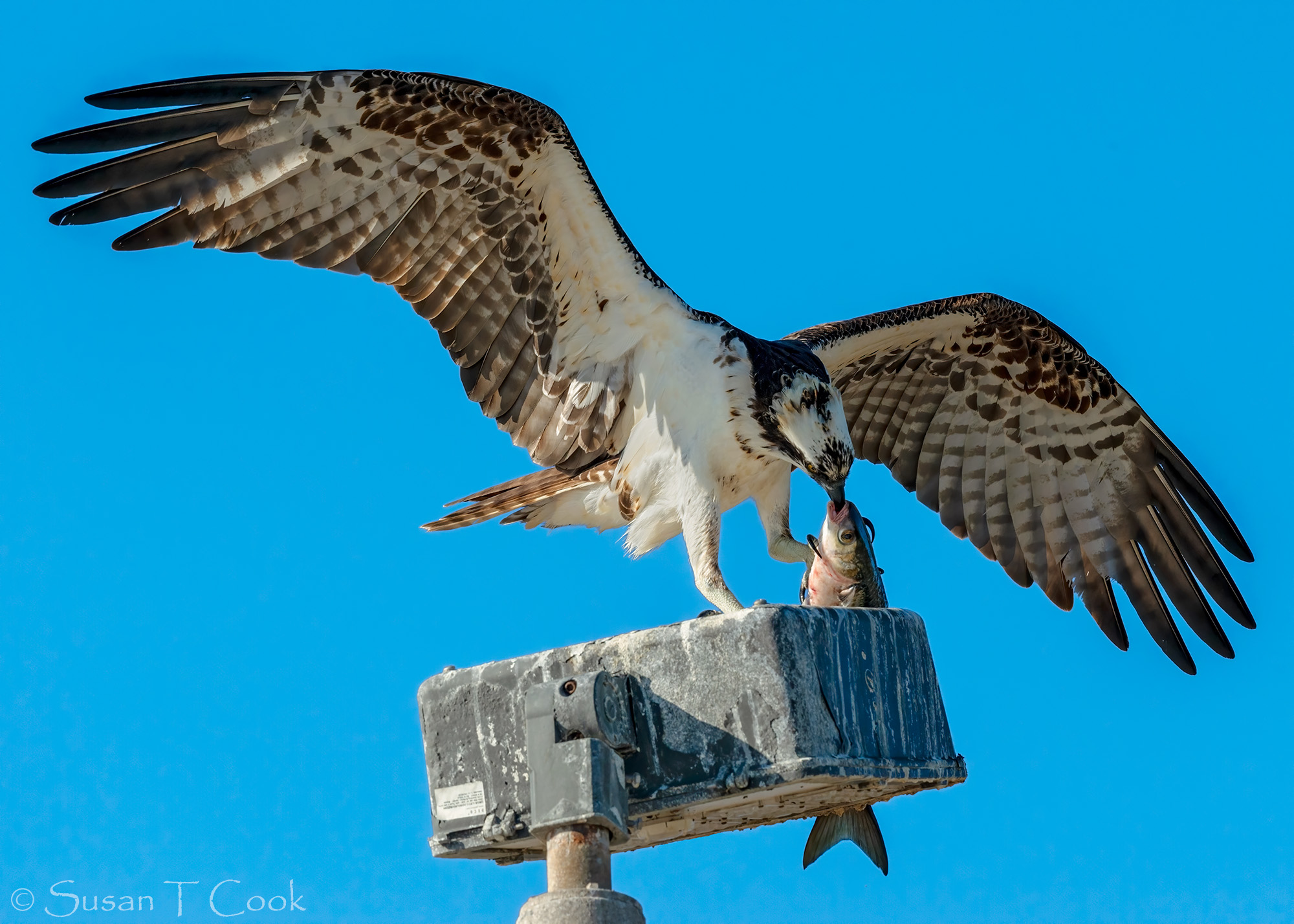
Balbuzard pêcheur en train de manger un poisson.
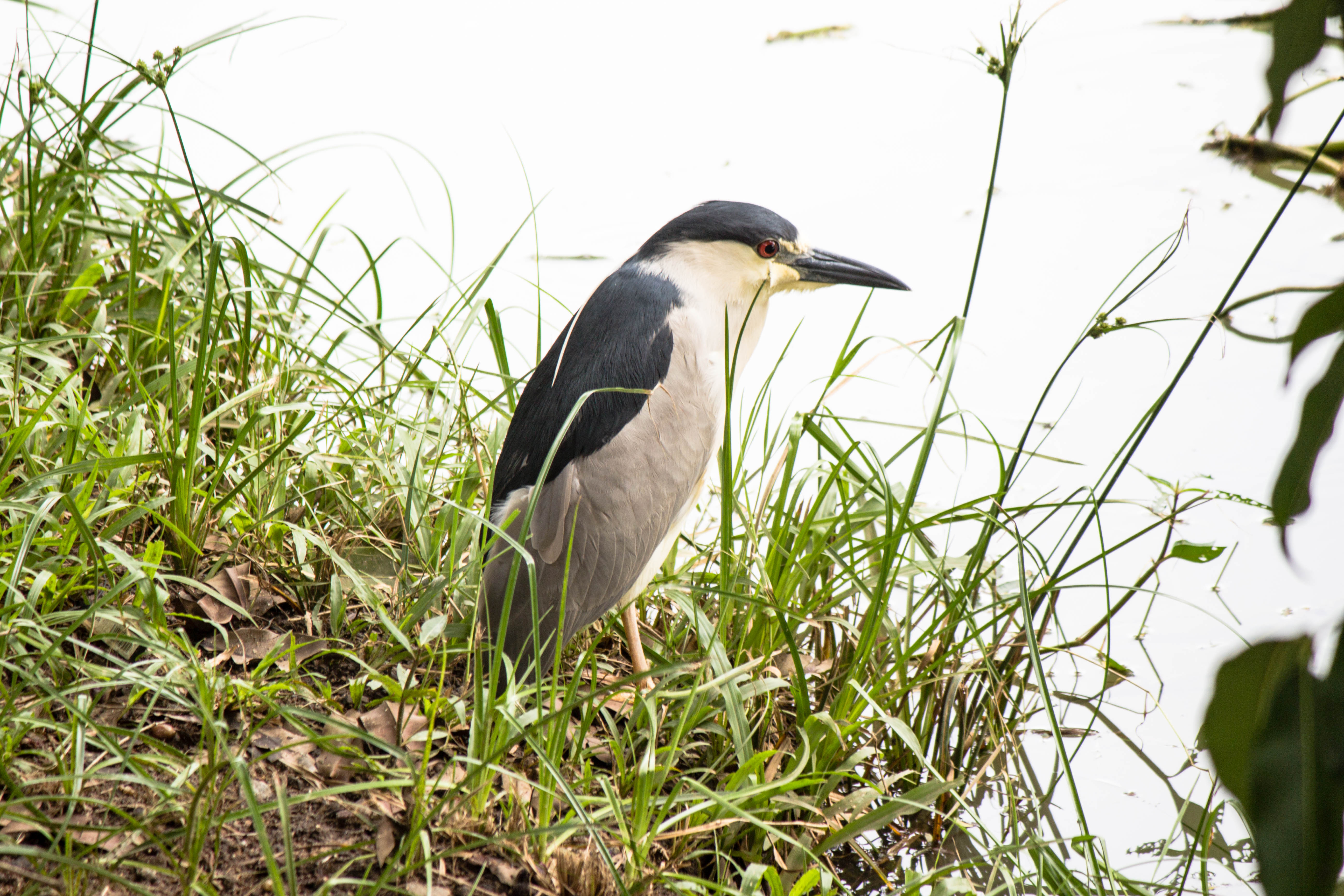
Bihoreau gris.
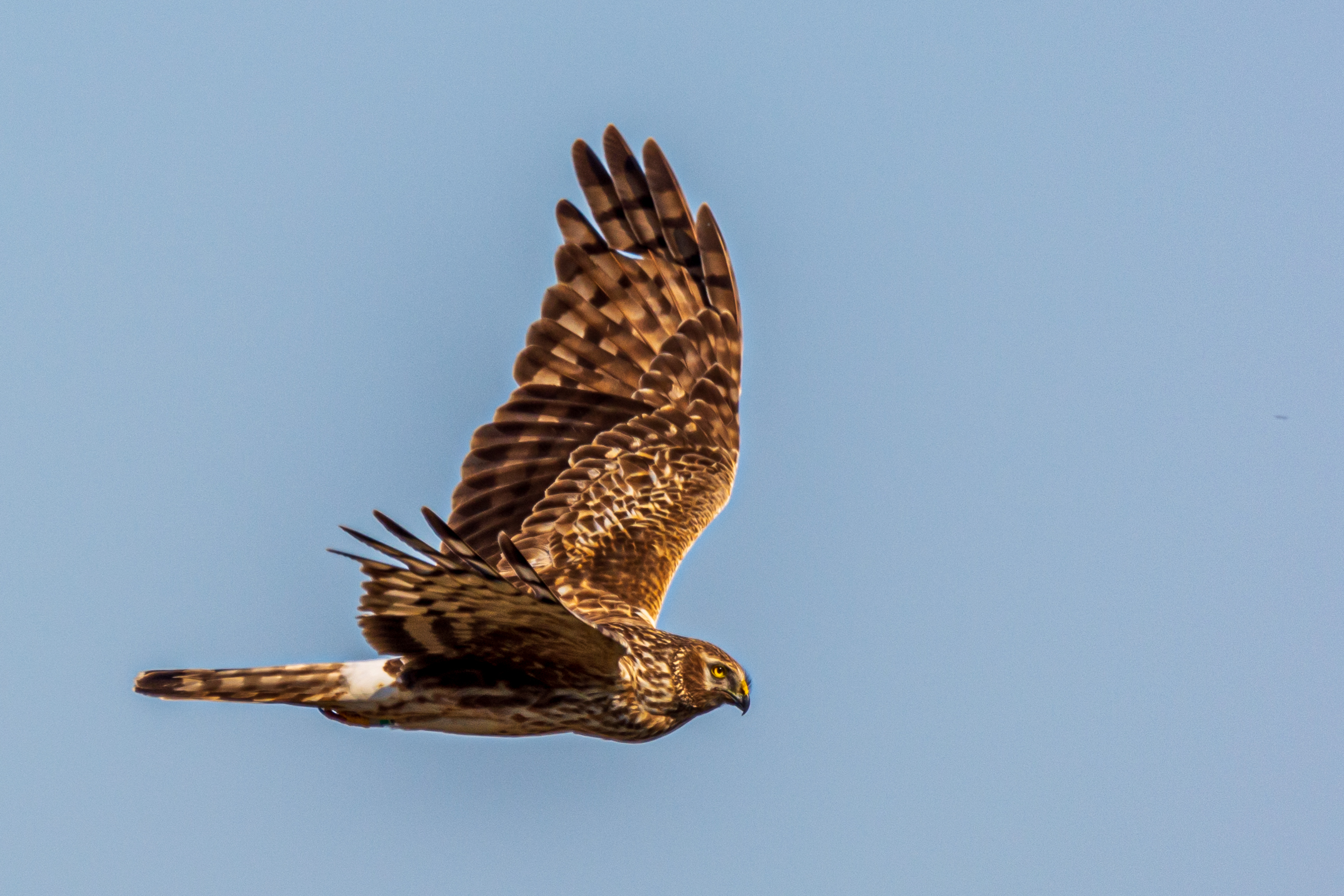
Busard Saint-Martin en vol.
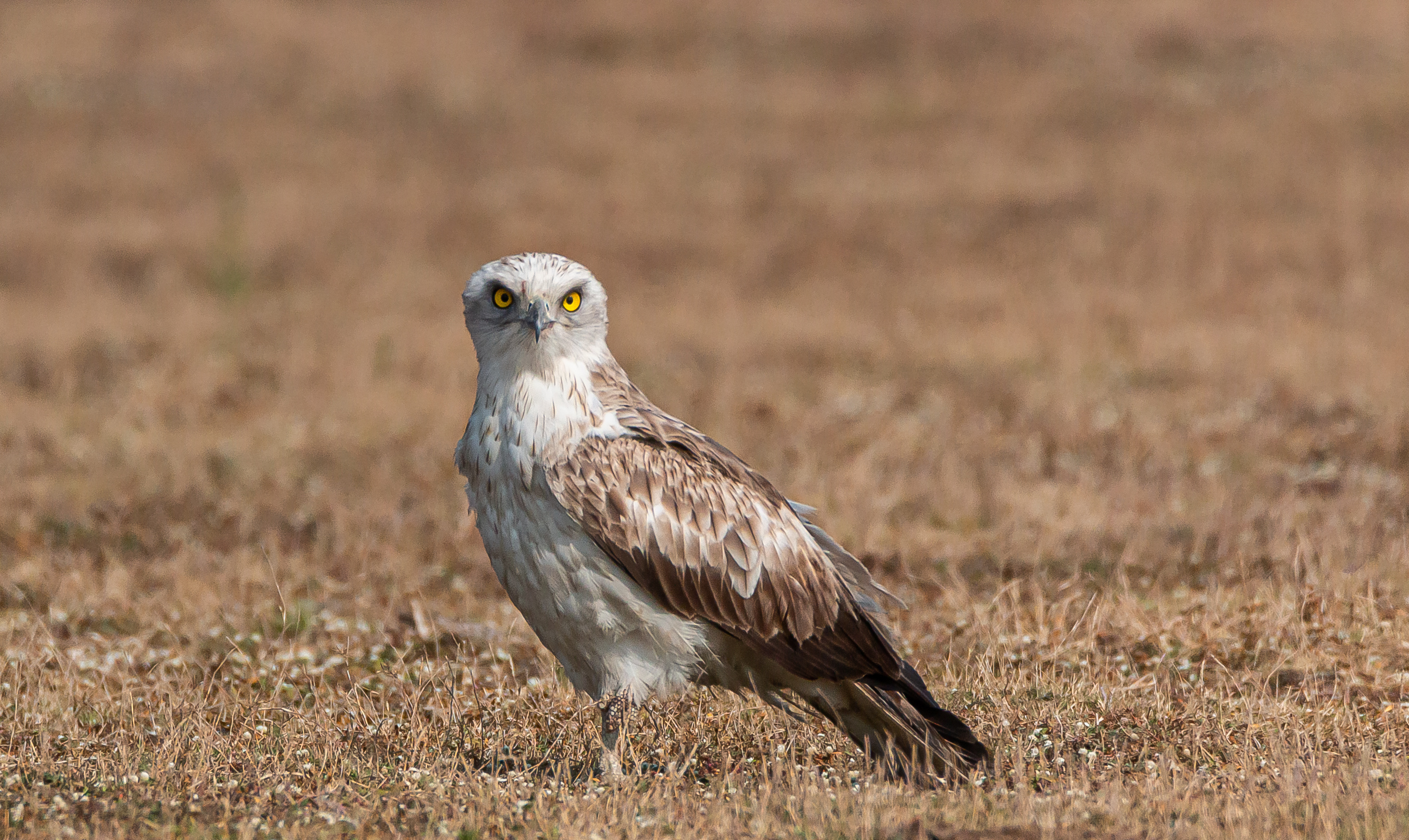
Circaète Jean-le-Blanc.

## Flore

### Espèces végétales déterminantes
Cinq espèces déterminantes de plantes ont été répertoriées dans la ZNIEFF en 1997 : 
- quatre phanérogames : la Grande douve (Ranunculus lingua), la Littorelle à une fleur (Littorella uniflora), la Morène (Hydrocharis morsus-ranae) et l'Utriculaire vulgaire (Utricularia vulgaris) ;
- un ptéridophyte : la Boulette d'eau (Pilularia globulifera).

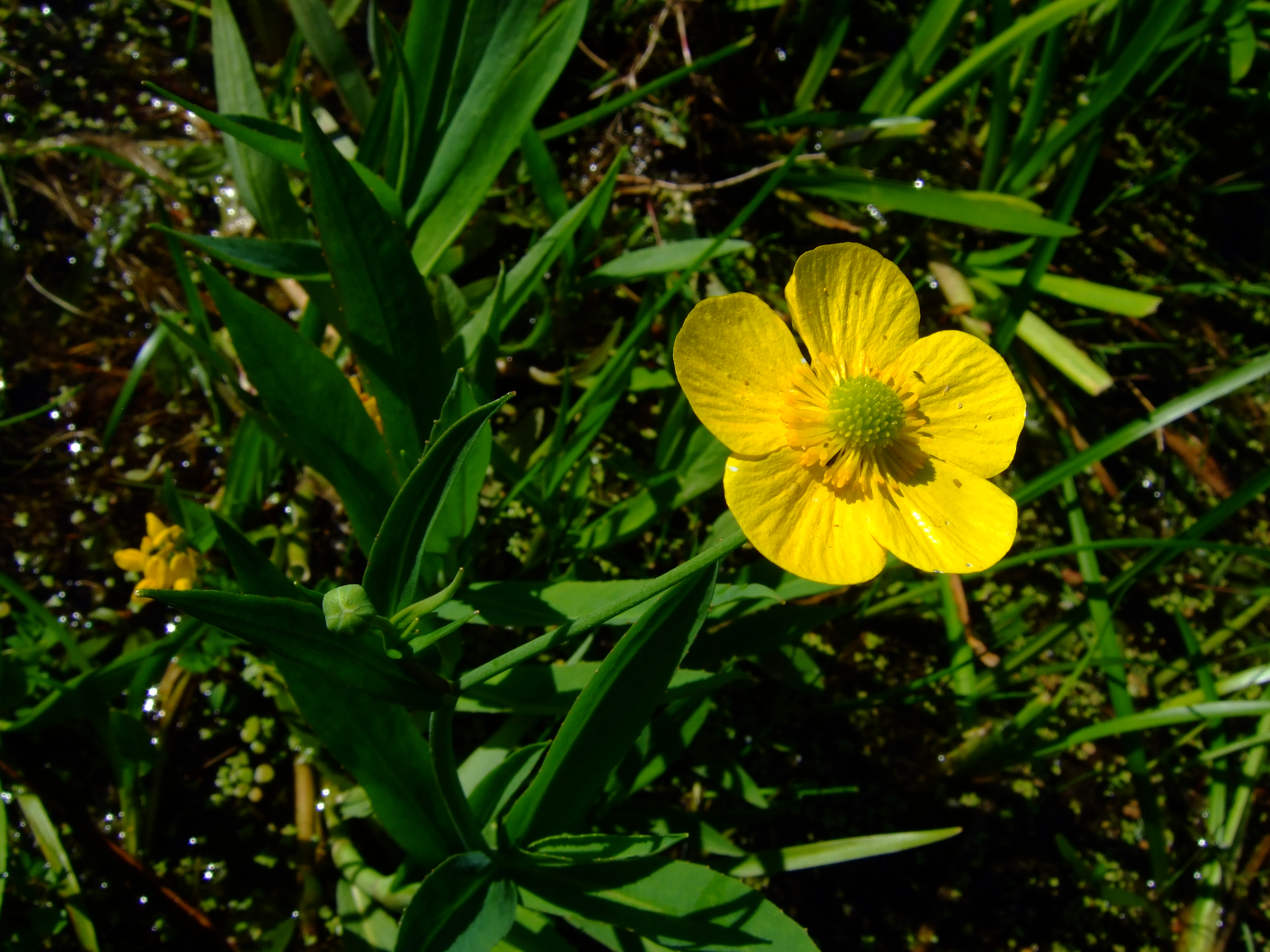
Grande douve.
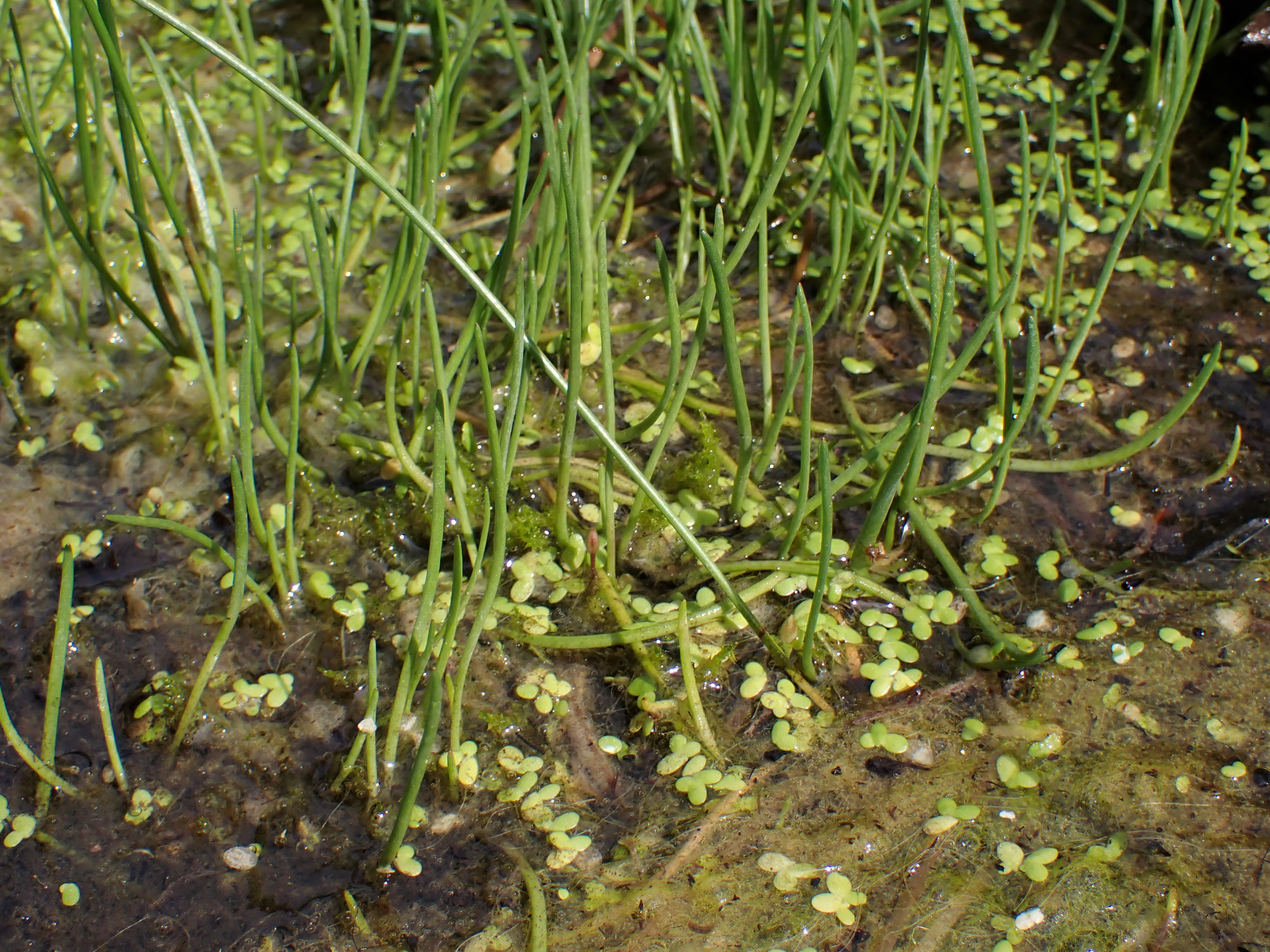
Littorelle à une fleur.
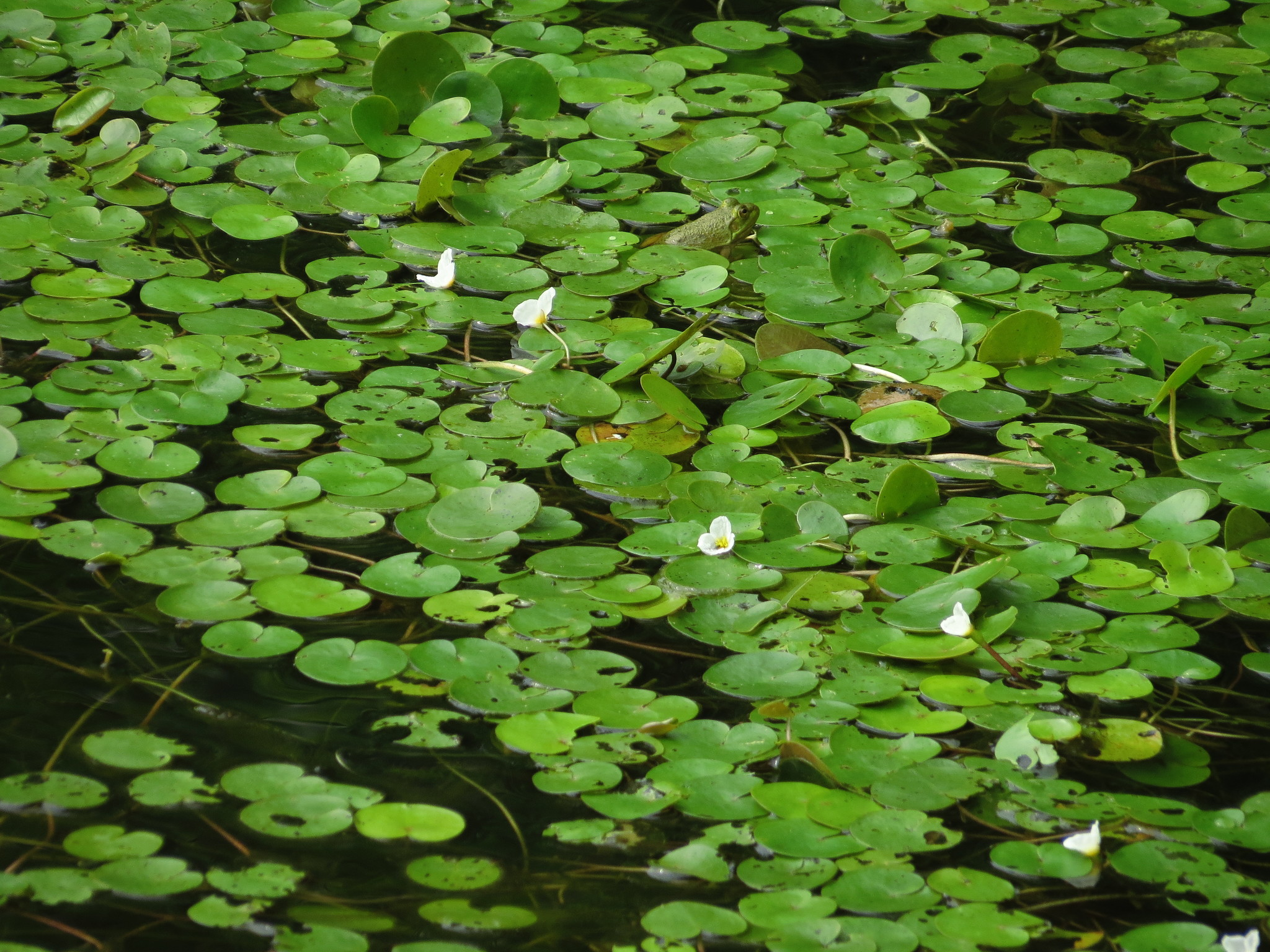
Morène.
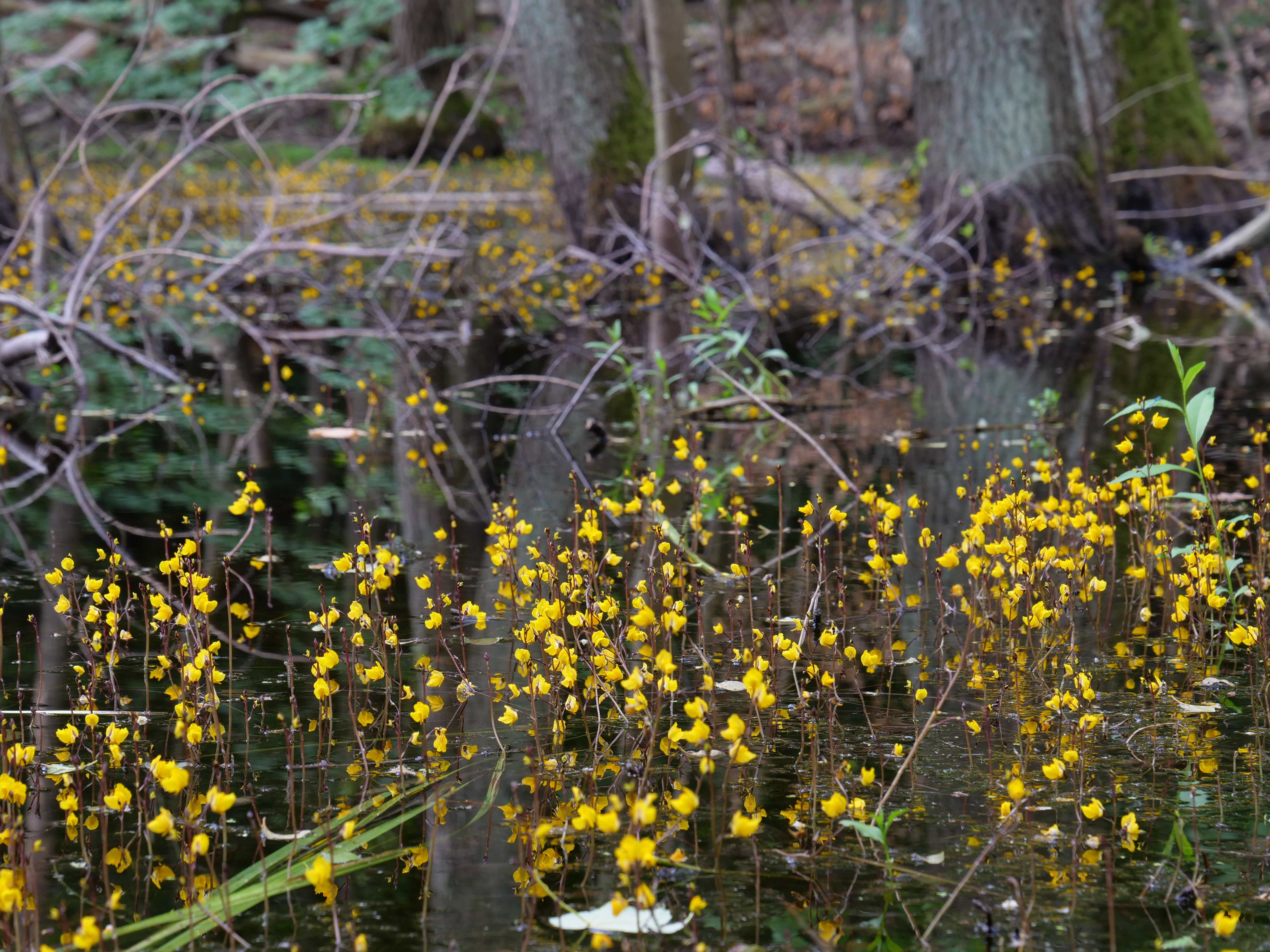
Fleurs d'Utriculaire vulgaire.
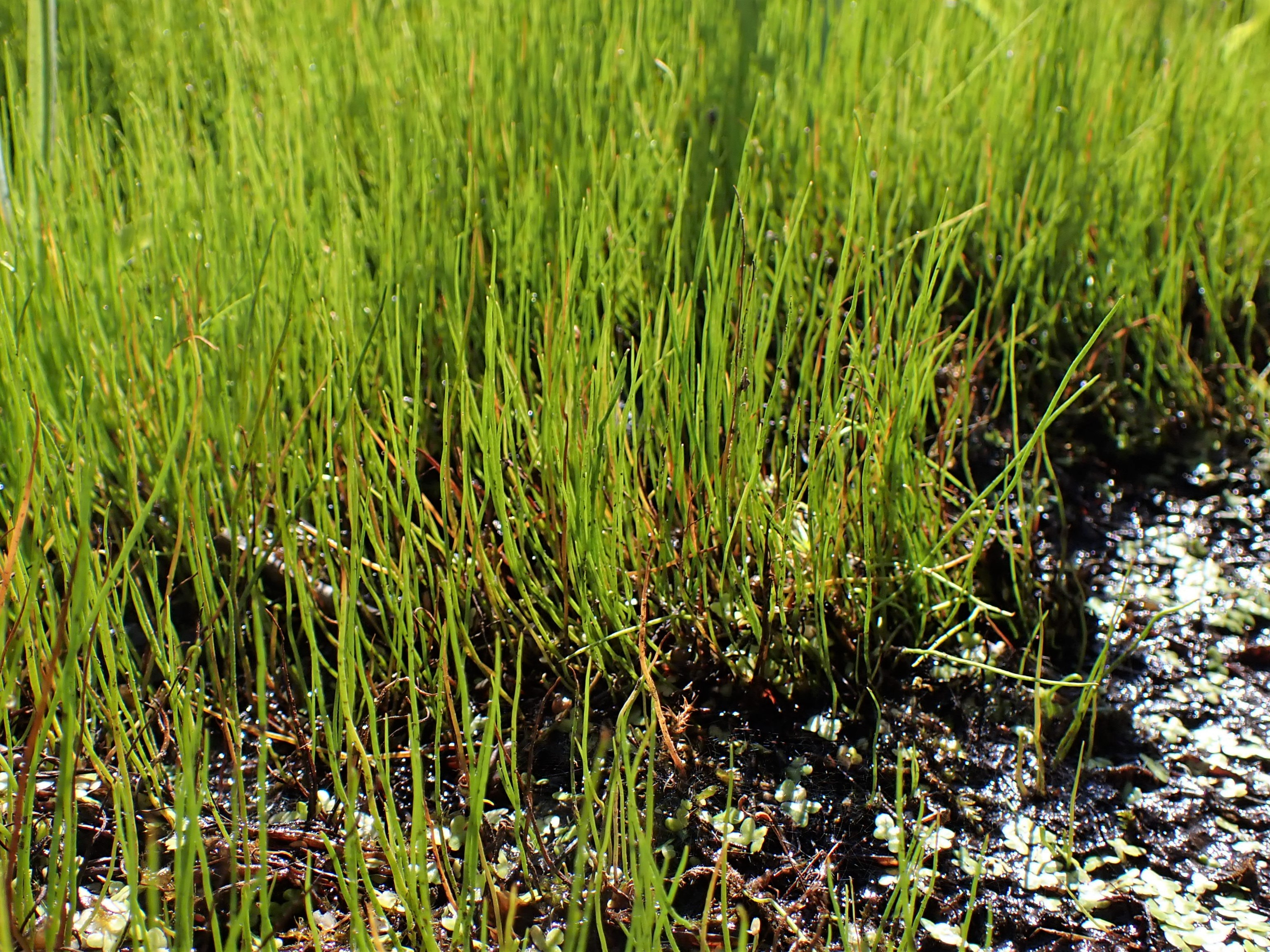
Boulette d'eau.

### Autres espèces végétales
Outre les espèces végétales déterminantes déjà mentionnées, 74 autres espèces ont été recensées sur la ZNIEFF : 
- 73 espèces de phanérogames : l'Achillée millefeuille (Achillea millefolium), l'Achillée sternutatoire (Achillea ptarmica), l'Agrostide des chiens (Agrostis canina), l'Angélique sauvage (Angelica sylvestris), la Baldingère faux-roseau (Phalaris arundinacea), le Bident penché (Bidens cernua), le Bident tripartite (Bidens tripartita), le Bouleau verruqueux (Betula pendula), la Bugle rampante (Ajuga reptans), le Caille-lait blanc (Galium mollugo), le Cirse des marais (Cirsium palustre), le Comaret des marais (Comarum palustre), le Compagnon blanc (Silene latifolia), la Douce-amère (Solanum dulcamara), l'Écuelle d'eau (Hydrocotyle vulgaris), le Flûteau rampant (Baldellia repens (sv)), le Gaillet croisette (Cruciata laevipes), le Gaillet des marais (Galium palustre), le Géranium fluet (Geranium pusillum), la Germandrée scorodoine (Teucrium scorodonia), le Gnaphale des mares (Gnaphalium uliginosum), le Grand Plantain (Plantago major), le Grand plantain d'eau (Alisma plantago-aquatica), la Grande ortie (Urtica dioica), l'Iris faux acore (Iris pseudacorus), la Jasione des montagnes (Jasione montana), le Jonc à tépales aigus (Juncus acutiflorus), le Jonc bulbeux (Juncus bulbosus), le Jonc des crapauds (Juncus bufonius), le Jonc épars (Juncus effusus), la Laîche faux souchet (Carex pseudocyperus), le Laiteron maraîcher (Sonchus oleraceus), le Laiteron piquant (Sonchus asper), la Linaire rampante  (Linaria repens), le Lotier corniculé (Lotus corniculatus), le Lotier des marais (Lotus pedunculatus), le Lycope d'Europe (Lycopus europaeus), la Lysimaque commune (Lysimachia vulgaris), la Marguerite commune (Leucanthemum vulgare), la Massette à feuilles étroites (Typha angustifolia), la Massette à larges feuilles (Typha latifolia), la Mauve à feuilles rondes (Malva neglecta), la Menthe des champs (Mentha arvensis), le Millepertuis des marais (Hypericum elodes), la Molinie bleue (Molinia caerulea), le Myosotis des marais (Myosotis scorpioides), la Naïade marine (Najas marina), le Nénuphar jaune (Nuphar lutea), la Petite lentille d’eau (Lemna minor), le Plantain lancéolé (Plantago lanceolata), le Potamot perfolié (Potamogeton perfoliatus), la Potentille rampante (Potentilla reptans), la Renoncule bulbeuse (Ranunculus bulbosus), la Renoncule flammette (Ranunculus flammula), la Renoncule rampante (Ranunculus repens), la Renouée des oiseaux (Polygonum aviculare), la Renouée poivre d'eau (Persicaria hydropiper), le Rubanier émergé (Sparganium emersum), la Salicaire commune (Lythrum salicaria), la Salicaire pourpier (Lythrum portula), le Saule roux (Salix atrocinerea), le Scirpe aigu (Schoenoplectus acutus), le Scirpe épingle (Eleocharis acicularis), le Scirpe des marais (Eleocharis palustris), la Scrofulaire noueuse (Scrophularia nodosa), la Scutellaire à casque (Scutellaria galericulata), le Séneçon de Jacob (Jacobaea vulgaris), la Stellaire graminée (Stellaria graminea), le Trèfle blanc (Trifolium repens), le Trèfle des prés (Trifolium pratense), la Vergerette du Canada (Conyza canadensis), la Véronique en écus (Veronica scutellata) et la Vesce craque (Vicia cracca).
- une espèce de ptéridophytes[1] : la Prêle des eaux (Equisetum fluviatile).

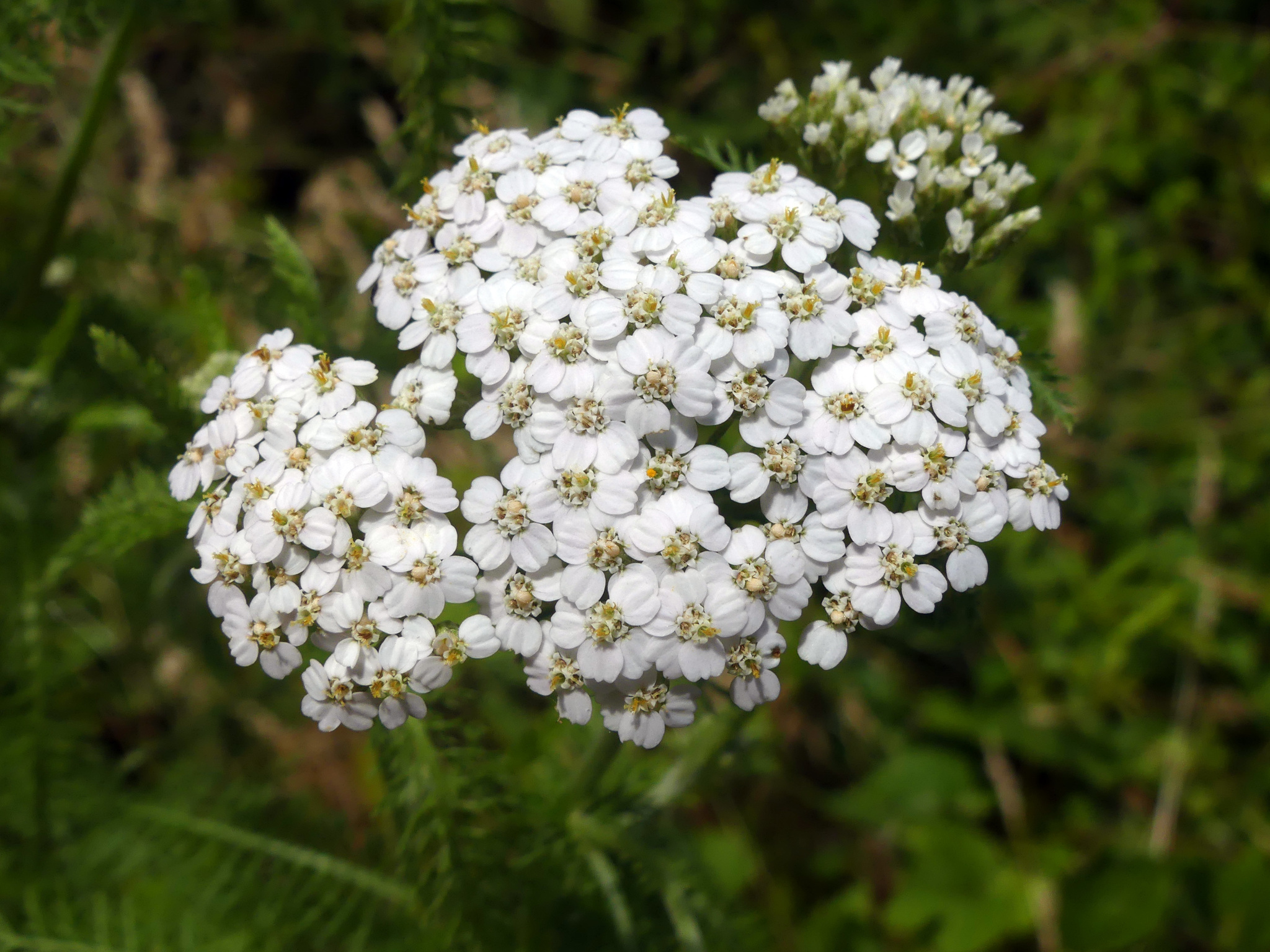
Fleurs d'Achillée millefeuille.
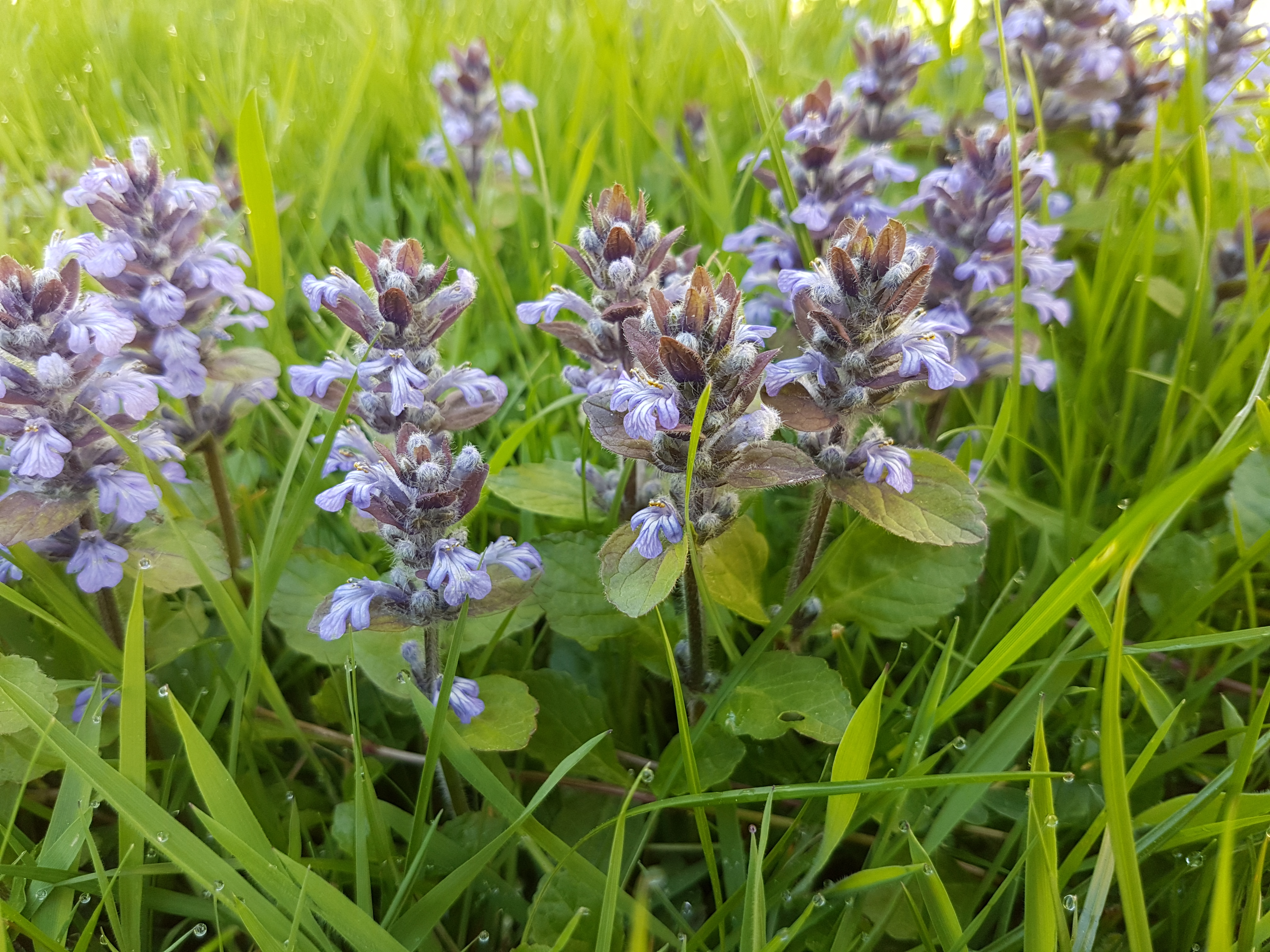
Bugles rampantes.
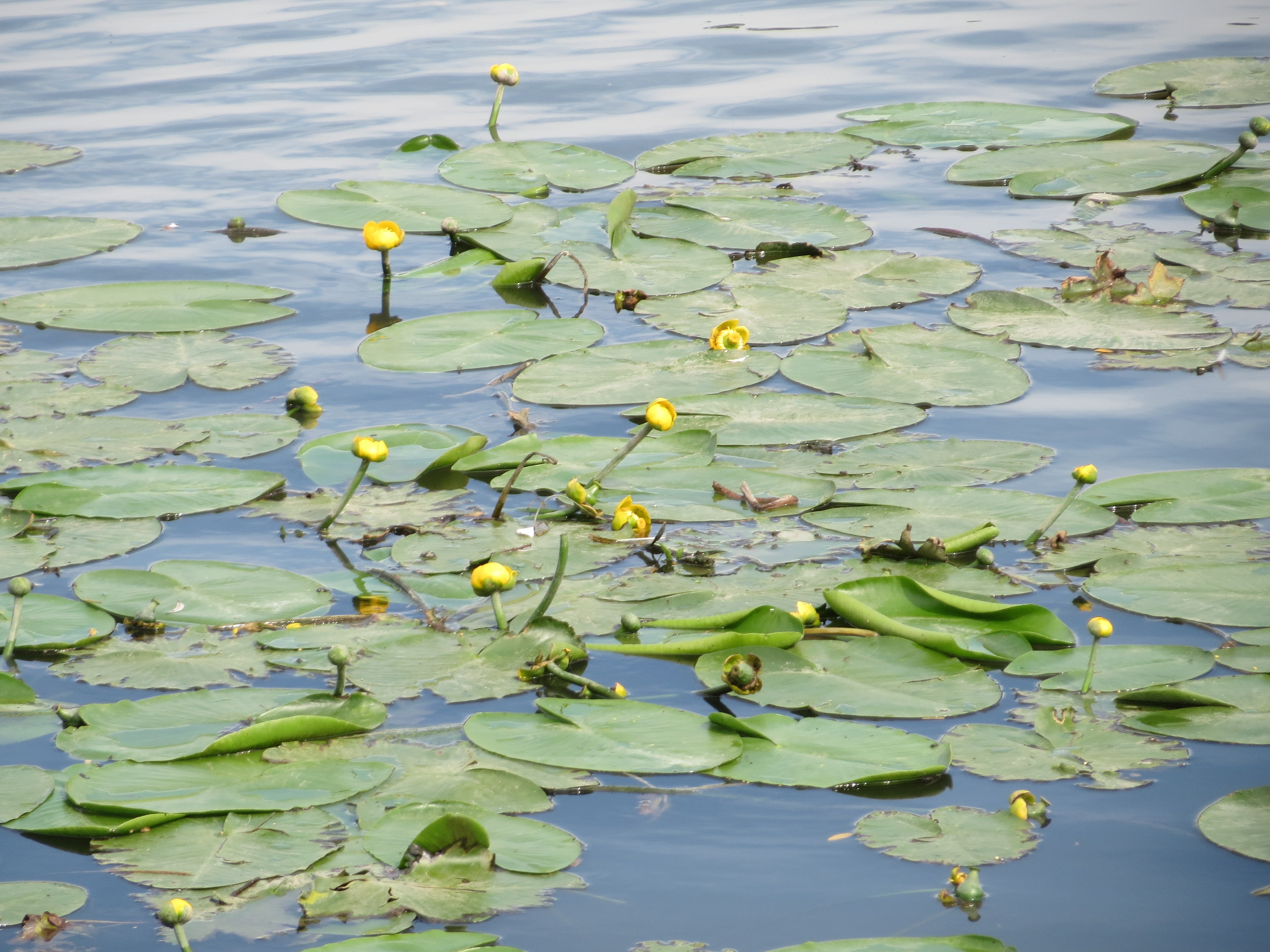
Nénuphars jaunes.
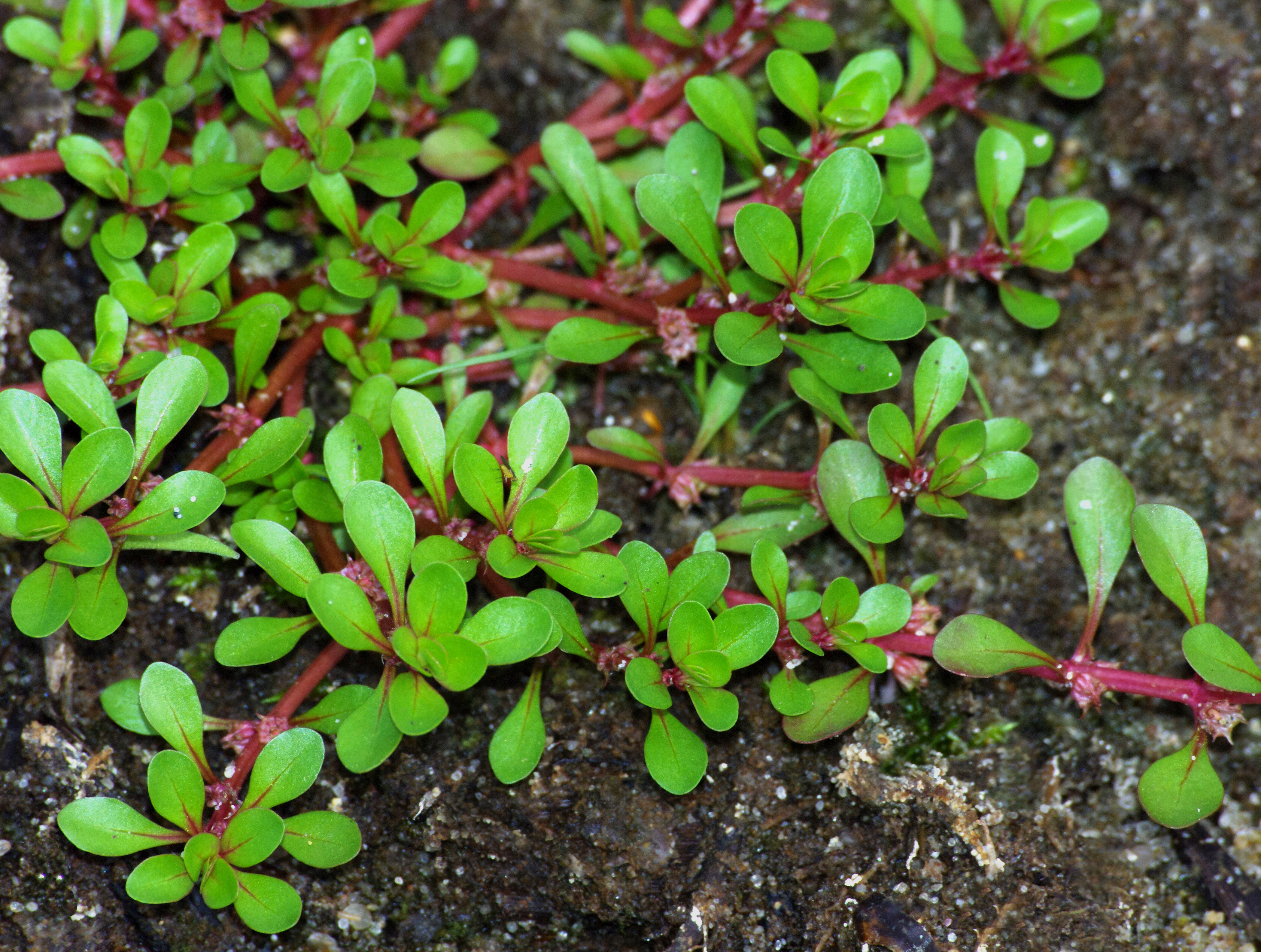
Salicaire pourpier.
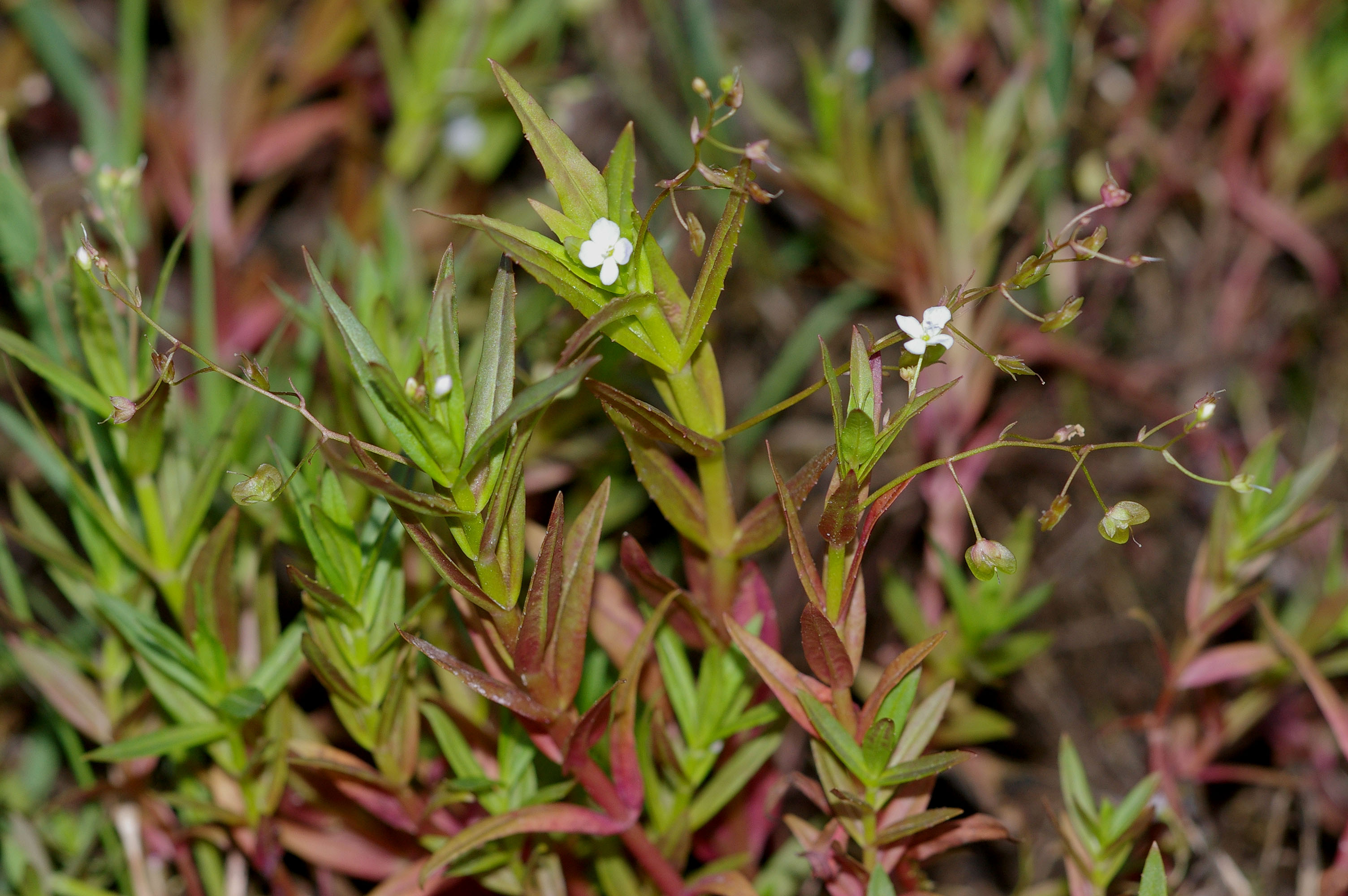
Véronique en écus.

### Protection de la flore
Trois espèces végétales de la ZNIEFF sont protégées sur l'ensemble du territoire français, : la Boulette d'eau, la Grande douve et la Littorelle à une fleur.